# Liste von Burgen und Schlössern in Oberbayern
Diese Liste von Burgen und Schlössern im Regierungsbezirk Oberbayern ist ein Verzeichnis von historischen Orten, wie Burgen, Schlössern, Herrensitzen, Festungen, Motten, Burgställen und Wehrkirchen auf dem Territorium des heutigen Regierungsbezirks Oberbayern, aufgeteilt in kreisfreie Städte und Landkreise. Die Liste von Burgen und Schlössern in Bayern ist in weitere Listen für die Regierungsbezirke Niederbayern, Oberpfalz, Oberfranken, Mittelfranken, Unterfranken und Schwaben unterteilt. Nicht aufgeführt sind Zier- und Nachbauten, die nie als Wohngebäude oder zur Verteidigung genutzt wurden.

## Regierungsbezirk Oberbayern

### Ingolstadt
| Name                          | Ort        | Typ                                                          | Entstehungszeit | Erhaltungszustand und heutige Nutzung | Bild |
| ----------------------------- | ---------- | ------------------------------------------------------------ | --------------- | --- | ---- |
| Neues Schloss                 | Ingolstadt | Schloss, erbaut von Herzog Ludwig VII. von Bayern-Ingolstadt | ab 1418         | ab den 1960er Jahren restauriert, beherbergt heute das Bayerische Armeemuseum                                                            |      |
| Herzogskasten (Altes Schloss) | Ingolstadt | Schloss                                                      | 13. Jahrhundert | Umbau zum Getreidespeicher während des 17. Jahrhunderts, 1974 renoviert. Seit 1981 beherbergt das Schloss die Ingolstädter Stadtbücherei |      |

### München
| Name                                                    | Ort                             | Typ                                                                      | Entstehungszeit                                                          | Erhaltungszustand und heutige Nutzung                                                                  | Bild |
| ------------------------------------------------------- | ------------------------------- | ------------------------------------------------------------------------ | ------------------------------------------------------------------------ | --- | ---- |
| Alter Hof (Alte Veste)                                  | München                         | Ehemalige Kaiserresidenz Ludwigs des Bayern                              | ab dem 12. Jahrhundert als Burganlage, ab 1255 Residenz                  | Im Zweiten Weltkrieg weitgehend zerstört, nach 1950 mit einfachen Mitteln wieder aufgebaut und saniert |      |
| → Amalienburg                                           | München-Neuhausen-Nymphenburg   | Parkburg (Jagdschloss)                                                   | 1734 bis 1739                                                            | Erhalten                                                                                               |      |
| → Badenburg                                             | München-Neuhausen-Nymphenburg   | Parkburg (Lustschloss)                                                   | 1718 bis 1722 von Joseph Effner                                          | Erhalten                                                                                               |      |
| → Pagodenburg                                           | München-Neuhausen-Nymphenburg   | Parkburg (Lustschloss)                                                   | 1716 bis 1719                                                            | Erhalten                                                                                               |      |
| Burgstall Aubing                                        | München-Aubing                  | Turmhügelburg                                                            | 10./11. Jahrhundert                                                      | Abgegangen                                                                                             |      |
| Schloss Blutenburg                                      | München-Obermenzing             | Jagdschloss                                                              | Während des 13. Jahrhunderts als Wasserburg, ab 1431 Ausbau zum Landsitz | Gut erhalten, heute Standort der Internationalen Jugendbibliothek                                      |      |
| Schloss Nymphenburg                                     | München-Neuhausen-Nymphenburg   | Königsschloss der Wittelsbacher                                          | ab 1664                                                                  | Erhalten, beherbergt heute einige Museen                                                               |      |
| Schloss Pasing                                          | München-Pasing                  | Schloss (Hofmarkschloss), vorher Wasserburg                              |                                                                          | Abgegangen                                                                                             |      |
| Ansitz Pilgramsheim (Pilgramsheim, Schloss Pilgersheim) | München-Untergiesing-Harlaching | Adelssitz mit Freirechten, später Fabrik                                 | 1760 bis 1784                                                            | 1930–32 abgerissen und mit Wohnsiedlung überbaut                                                       |      |
| Münchner Residenz                                       | München                         | Stadtschloss und Residenz der bayerischen Herzöge, Kurfürsten und Könige | seit 1385 Wasserburg Neuveste, ab dem 16. Jahrhundert Ausbau zum Schloss | Nach der fast gesamten Zerstörung im Zweiten Weltkrieg größtenteils rekonstruiert                      |      |
| → Burgstall Warnberg                                    | München-Solln                   | Turmhügelburg                                                            | 12. Jahrhundert                                                          | Abgegangen                                                                                             |      |

Siehe auch:
- Liste der Burgen und Schlösser in München
- Liste der Burgställe in München

### Landkreis Altötting
| Name                                   | Ort                                               | Typ                                  | Entstehungszeit                                                                                             | Erhaltungszustand und heutige Nutzung | Bild |
| -------------------------------------- | ------------------------------------------------- | ------------------------------------ | --- | --- | ---- |
| Burgstall Aichelberg                   | Burgkirchen an der Alz-Aichelberg                 | Höhenburg (Spornburg)                | Mittelalterlich                                                                                             | Abgegangen |      |
| Burgstall bei Altwies                  | Marktl-Altwies                                    | Höhenburg                            | 1200 erstmals genannt                                                                                       | Abgegangen, Stammburg der Grafen von Leonberg |      |
| Burgstall bei Weingarten               | Perach-Weingarten                                 | Höhenburg (Spornburg)                | Hochmittelalterlich                                                                                         | Abgegangen |      |
| Turmhügel Burg                         | Winhöring-Burg                                    | Höhenburg (Spornburg, Turmhügelburg) | Mittelalterlich                                                                                             | Abgegangen |      |
| Schloss Burgfried                      | Winhöring-Burg                                    | Hofmarkschloss, zuvor Burg           | Spätmittelalterlich                                                                                         | Erhalten |      |
| Burg zu Burghausen                     | Burghausen                                        | Längste Burganlage der Welt          | Erste Besiedlung während des 16. Jahrhunderts vor Christus, mittelalterliche Bebauung ab dem 8. Jahrhundert | Erhalten, beherbergt heute mehrere Museen, u. a. ein Foltermuseum, ein Burg- und Stadtmuseum, eine Außenstelle der Bayerischen Staatsgalerie und ein Fotomuseum |      |
| Schloss Frauenbühl (Schloss Winhöring) | Winhöring                                         | Schloss                              | Spätmittelalterlich                                                                                         | Erhalten |      |
| Schloss Haiming                        | Haiming                                           | Wasserschloss, zuvor Burg            | Burg spätmittelalterlich                                                                                    | Erhalten |      |
| Abschnittsbefestigung Höresham         | Burgkirchen an der Alz-Höresham-„Gunzinger Leite“ | Abschnittsbefestigung                | Mittelalterlich                                                                                             | Abgegangen |      |
| Turmhügel Indobl                       | Reischach-Indobl                                  | Turmhügelburg                        | Mittelalterlich                                                                                             | Abgegangen, Turmhügel erhalten, heute mit einem Wohnhaus bebaut                                                                                                 |      |
| Burgstall Kaisersberg                  | Reischach-Kaisersberg                             | Höhenburg                            | Mittelalterlich                                                                                             | Abgegangen |      |
| Schloss Klebing                        | Pleiskirchen-Klebing                              | Schloss                              | 17. Jhd. | Erhalten |      |
| Schloss Kolberg (Josephsburg)          | Altötting-Klebing                                 | Schloss                              | Spätmittelalterlich                                                                                         | Erhalten |      |
| Burg Leonberg                          | Marktl-Leonberg                                   | Höhenburg                            | Mittelalterlich, 1150 wird der Ortsadel genannt                                                             | Abgegangen, Burgplatz teilweise in den Inn gestürzt |      |
| Burgstall Marktl                       | Marktl-„Innhorn“                                  | Höhenburg (Spornburg)                | Hoch- oder spätmittelalterlich                                                                              | Abgegangen |      |
| Mautnerschloss                         | Burghausen                                        | Stadtschloss                         | 14. Jahrhundert                                                                                             | Erhalten |      |
| Schloss Mörmoosen                      | Tüßling-Mörmoosen                                 | Schloss, zuvor Burg                  | Burg 930, Schloss von 1721                                                                                  | Abgegangen |      |
| Schloss Piesing                        | Haiming-Piesing                                   | Schloss, zuvor Burg                  | Schloss von 1726                                                                                            | Erhalten |      |
| Abschnittsbefestigung Schmidhub        | Perach-Schmidhub                                  | Abschnittsbefestigung                | Mittelalterlich                                                                                             | Abgegangen |      |
| Burgstall Schönberg                    | Burgkirchen an der Alz-Schönberg                  | Niederungsburg                       | Hochmittelalterlich                                                                                         | Abgegangen |      |
| Burgstall Steinhausen                  | Erlbach-Steinhausen                               | Höhenburg (Spornburg)                | Spätmittelalterlich                                                                                         | Abgegangen, an der Burgstelle steht heute die katholische Filial- und Wallfahrtskirche St. Leonhard                                                             |      |
| Burg Tachenberg                        | Perach-Tafelberg                                  | Höhenburg (Spornburg)                | Hoch- oder Spätmittelalterlich                                                                              | Abgegangen |      |
| Schloss Tüßling                        | Tüßling                                           | Schloss                              | 1581 bis 1583                                                                                               | Wird restauriert, Heute in Privatbesitz, die Räumlichkeiten und Säle können gemietet werden                                                                     |      |
| Burgstall Troßmating                   | Tüßling-Troßmating                                | Burgstall                            | Hoch- oder spätmittelalterlich                                                                              | Abgegangen |      |
| Schloss Wald an der Alz                | Garching an der Alz-Wald an der Alz               | Schloss, zuvor Höhenburg             | Mittelalterlich                                                                                             | Erhalten |      |
| Schloss Waldberg                       | Reischach-Waldberg                                | Schloss, zuvor Turmhügelburg         | Burg spätmittelalterlich                                                                                    | Abgegangen, Grabenreste und Turmhügel erhalten |      |

### Landkreis Bad Tölz-Wolfratshausen
| Name                                    | Ort                                  | Typ                                | Entstehungszeit                                                                      | Erhaltungszustand und heutige Nutzung                                                     | Bild |
| --------------------------------------- | ------------------------------------ | ---------------------------------- | ------------------------------------------------------------------------------------ | ----------------------------------------------------------------------------------------- | ---- |
| Schloss Ammerland                       | Münsing-Ammerland am Starnberger See | Schloss                            | 1683 bis 1685                                                                        | 1990 renoviert, heute Privatbesitz                                                        |      |
| Schloss Ascholding                      | Dietramszell-Ascholding              | Schloss                            |                                                                                      |                                                                                           |      |
| Schloss Aspenstein (Aspensteinschlössl) | Kochel am See                        | Schloss                            | 1675 bis 1694                                                                        | Beherbergt heute die Georg-von-Vollmar-Akademie                                           |      |
| Turmhügel Aufhofen                      | Egling-Aufhofen                      | Turmhügelburg                      |                                                                                      | Abgegangen                                                                                |      |
| Schloss Beuerberg                       | Eurasburg-Frettenried                | Schloss                            | 1903 bis 1905                                                                        | Erhalten, Privatbesitz                                                                    |      |
| Burgstall Deining                       | Egling-Hornstein                     | Burg                               |                                                                                      | Abgegangen                                                                                |      |
| Burgstall Eulenschwang                  | Egling-Eulenschwang                  | Spornburg                          |                                                                                      | Abgegangen                                                                                |      |
| Turmhügel Happerg                       | Eurasburg-Happerg                    | Turmhügelburg                      |                                                                                      | Abgegangen                                                                                |      |
| Schloss Eurasburg (Iringsburg)          | Eurasburg                            | Schloss                            |                                                                                      | Erhalten, heute Eigentumswohnungen                                                        |      |
| Schloss Harmating                       | Egling-Harmating                     | Burg, Jagdschloss                  | 13. Jahrhundert als Burg, während des 16. Jahrhunderts als Schloss umgebaut          | Erhalten                                                                                  |      |
| Burgstall Hechenberg                    | Dietramszell-Hechenberg              | Burg                               |                                                                                      | Abgegangen                                                                                |      |
| Turmhügel Hechenberg                    | Dietramszell-Hechenberg              | Turmhügelburg                      | um 1040                                                                              | Abgegangen                                                                                |      |
| Schloss Hechenberg                      | Dietramszell-Hechenberg              | Schloss                            |                                                                                      | Erhalten, heute Wohnhaus                                                                  |      |
| Burgstall Herrenhausen                  | Eurasburg-Haag                       | Burg                               |                                                                                      | Abgegangen                                                                                |      |
| Burgruine Hohenburg                     | Lenggries-Hohenburg                  | Spornburg                          | um 1100                                                                              | Ruine, 1707 abgebrannt                                                                    |      |
| Schloss Hohenburg                       | Lenggries-Hohenburg                  | Schloss                            | 1712 bis 1718                                                                        | Erhalten, heute befindet sich im Schloss ein Mädchengymnasium und eine Mädchen-Realschule |      |
| Burgstall Hoheneck                      | Wackersberg-Hoheneck                 | Burg                               |                                                                                      | Abgegangen                                                                                |      |
| Burgstall Hornstein (Egling)            | Egling-Hornstein                     | Burg                               |                                                                                      | Abgegangen                                                                                |      |
| Schloss Königsdorf                      | Königsdorf                           | Schloss                            | Mittelalterlich                                                                      | Abgegangen                                                                                |      |
| Schloss Oberambach                      | Münsing-Oberambach                   | Herrensitz                         | 1476 als Hof erstmals erwähnt, 1903 bis 1907 zum heutigen Erscheinungsbild ausgebaut | Erhalten, heute Hotel                                                                     |      |
| Schloss Reichersbeuern (Schloss Sigriz) | Reichersbeuern                       | Schloss                            | um 920 als Wasserburg                                                                | Erhalten, beherbergt heute die Max-Rill-Schule                                            |      |
| Schloss Seeburg                         | Münsing                              | Schloss                            | 1890–1896 errichtet                                                                  | Erhalten                                                                                  |      |
| Burgstall Sachsenkam                    | Sachsenkam                           | Burg                               |                                                                                      | Abgegangen                                                                                |      |
| Burgstall Schallenkam                   | Münsing-Schallenkam                  | Burg                               |                                                                                      | Abgegangen                                                                                |      |
| Burgruine Schellenburg                  | Lenggries-Schellenburg               | Burg                               |                                                                                      |                                                                                           |      |
| Burgstall Schönegg                      | Dietramszell-Schönegg                | Burg                               |                                                                                      | Abgegangen                                                                                |      |
| Burg Tölz                               | Bad Tölz                             | Höhenburg                          | Hochmittelalterlich                                                                  | Abgegangen                                                                                |      |
| Schloss Weidenkam                       | Münsing-Weidenkam                    | Herrschaftliches Jugendstilanwesen | um 1880                                                                              | Erhalten                                                                                  |      |
| Burg Wolfratshausen                     | Wolfratshausen-Weidach „Schlossberg“ | Burg                               | 1116                                                                                 | Abgegangen, Verein zur Initiierung eines Wiederaufbaus gründete sich                      |      |

### Landkreis Berchtesgadener Land
| Name                              | Ort                                   | Typ         | Entstehungszeit                                                                       | Erhaltungszustand und heutige Nutzung                                                 | Bild |
| --------------------------------- | ------------------------------------- | ----------- | ------------------------------------------------------------------------------------- | ------------------------------------------------------------------------------------- | ---- |
| Schloss Adelsheim                 | Berchtesgaden                         | Schloss     | 1614                                                                                  | Erhalten, heute Sitz des Heimatmuseums Berchtesgaden                                  |      |
| Schloss Adelstetten               | Ainring – Adelstetten                 | Schloss     | 15. Jahrhundert                                                                       | Abgegangen                                                                            |      |
| Burgstall Ainring                 | Ainring-Ulrichshögl                   | Burg        | 1170                                                                                  | Abgegangen                                                                            |      |
| Burgstall Althaus                 | Bischofswiesen-Bischofswiesener Forst | Höhenburg   | 12. Jhd.                                                                              | Abgegangen                                                                            |      |
| Turmruine Amerang                 | Bad Reichenhall-Karlstein             | Höhenburg   | errichtet zwischen 1140 und 1180                                                      | Mauerreste, größtenteils abgegangen                                                   |      |
| Burg Axelmannstein                | Bad Reichenhall                       | Edelsitz    | 1017 Burg, Renaissanceschloss bis 1834                                                | Heute Hotelneubau                                                                     |      |
| Schloss Fürstenstein              | Berchtesgaden                         | Schloss     | 1758                                                                                  | Erhalten, heute u. a. Ferienwohnungen                                                 |      |
| Königliches Schloss Berchtesgaden | Berchtesgaden                         | Schloss     | ab 1102 als Chorherrenstift, ab 1818 Umbau zum Schloss                                | Erhalten                                                                              |      |
| Burg Gruttenstein                 | Bad Reichenhall                       | Höhenburg   | Vermutlich um 800 von den Grafen von Plain                                            | erhalten, in Privatbesitz                                                             |      |
| Burgstall Hagenfels               | Bischofswiesen-Hallthurm              | Burg        | um 1378                                                                               | Abgegangen                                                                            |      |
| Hallburg                          | Bad Reichenhall-„Streitbühl“          | Höhenburg   | Hochmittelalterlich                                                                   | Abgegangen                                                                            |      |
| Hallthurm                         | Bischofswiesen-Hallthurm              | Talsperre   |                                                                                       | Turm erhalten, Rest abgegangen, Reste der Mauer im Wald erhalten                      |      |
| Burgruine Karlstein               | Bad Reichenhall-Karlstein             | Höhenburg   | kurz vor 1150 durch Konrad von Peilstein                                              | Ruine                                                                                 |      |
| Burgstall Kirchberg               | Bad-Reichenhall-Kirchberg             | Höhenburg   | Anfang 12. Jahrhundert durch den Erzbischof von Salzburg                              | Abgegangen                                                                            |      |
| Schloss Laufen                    | Laufen                                | Wasserburg  | 13. Jahrhundert                                                                       | Erhalten, heute Sitz von Kleingewerbe und Wohnungen                                   |      |
| Burgstall Lebenau                 | Laufen-Lebenau-Forstgarten            | Höhenburg   | um 1130                                                                               | Ruine                                                                                 |      |
| Schloss Marzoll                   | Bad Reichenhall                       | Schloss     | Zwischen 1527 und 1536 vermutlich auf dem Platz eines älteren Vorgängerbaus errichtet | Erhalten, heute Privatbesitz                                                          |      |
| Maut zu Karlstein                 | Bad Reichenhall-Karlstein             | Felsenburg  | Hochmittelalter                                                                       | Abgegangen, war vermutliche befestigte Mautstation der Burg Karlstein der Peilsteiner |      |
| Burgruine Raschenberg             | Teisendorf-Oberteisendorf             | Höhenburg   | 12. Jahrhundert                                                                       | Ruine                                                                                 |      |
| Burgstall Saaldorf                | Saaldorf-Surheim-„Abtsdorfer See“     | Inselburg   | 1355                                                                                  | Abgegangen                                                                            |      |
| Schloss Staufeneck                | Piding                                | Burgschloss | 12. Jahrhundert                                                                       | Erhalten, heute bewohnt                                                               |      |
| Burgstall Steinbrünning           | Saaldorf-Surheim-Steinbrünning        | Burg        | um 1120                                                                               | Abgegangen                                                                            |      |
| Burgstall Thumberg                | Teisendorf-Thumberg                   | Burg        |                                                                                       | Abgegangen                                                                            |      |
| Schloss Triebenbach               | Laufen-Triebenbach                    | Weiherhaus  | 980 erstmals erwähnt                                                                  | Erhalten                                                                              |      |
| Burgruine Vachenlueg              | Anger-Vachenlueg                      | Höhenburg   | 1414                                                                                  | Ruine                                                                                 |      |
| Burgstall Vager                   | Bad Reichenhall-Karlstein             | Höhenburg   | Errichtet zweite Hälfte 12. Jahrhundert durch den Erzbischof von Salzburg             | Abgegangen                                                                            |      |

### Landkreis Dachau
| Name                                         | Ort                                          | Typ                                                                | Entstehungszeit                                                                 | Erhaltungszustand und heutige Nutzung              | Bild |
| -------------------------------------------- | -------------------------------------------- | ------------------------------------------------------------------ | ------------------------------------------------------------------------------- | -------------------------------------------------- | ---- |
| Schloss Arnbach                              | Schwabhausen-Arnbach                         | Hofmarkschloss                                                     | Mittelalterlich, heutige Baureste aus der Zeit nach 1781                        | Von einem Neubau überbaut                          |      |
| Schloss Dachau                               | Dachau                                       | Schloss                                                            | vermutlich schon 1130 als Burg, 1546 bis 1573 als Schloss umgebaut              | Teilweise erhalten                                 |      |
| Schloss Deutenhofen                          | Hebertshausen-Deutenhofen                    | Hofmarkschloss, 1632 erbaut, zuvor Burg                            | 12. Jahrhundert                                                                 | Erhalten                                           |      |
| Abschnittsbefestigung Einsbach               | Sulzemoos-Einsbach-Flur „Haidholz“           | Ringwall                                                           | Frühmittelalterlich                                                             | Abgegangen                                         |      |
| Schloss Eisenhofen                           | Erdweg-Hof                                   | Hofmarkschloss                                                     | Mittelalterlich, heutige Baureste aus dem 17. Jahrhundert                       | Erhalten, Privatbesitz                             |      |
| Schloss Eisolzried                           | Bergkirchen-Eisolzried                       | Hofmarkschloss, zuvor Burg                                         | 13. Jahrhundert                                                                 | Abgegangen                                         |      |
| Burgstall Frauenhofen                        | Indersdorf-Frauenhofen-„Schlossberg“         | Burg                                                               | Hoch- oder spätmittelalterlich                                                  | Abgegangen                                         |      |
| Schloss Giebing                              | Vierkirchen-Giebing                          | Hofmarkschloss                                                     | Spätmittelalterlich                                                             | Abgegangen                                         |      |
| Burg Glaneck                                 | Erdweg-Eisenhofen                            | Burg                                                               |                                                                                 | Abgegangen                                         |      |
| Burgstall Günding                            | Bergkirchen-Günding-Flur „Klingenänger“      | Niederungsburg                                                     | Mittelalterlich                                                                 | Abgegangen, verebnet                               |      |
| Schloss Haimhausen                           | Haimhausen                                   | Schloss                                                            | ab dem 13. Jahrhundert als Burg, während des 17. Jahrhunderts Umbau zum Schloss | Erhalten, Privatbesitz                             |      |
| Burgstall Herrenberg                         | Markt Indersdorf-Grainhof                    | Ringwall                                                           | Frühmittelalterlich                                                             | Abgegangen                                         |      |
| Schloss Hilgertshausen                       | Hilgertshausen-Tandern                       | Hofmarkschloss, zuvor Burg                                         | Burg aus dem 13. Jahrhundert, Umbau zum Schloss 1648                            | Abgegangen                                         |      |
| Burgstall Hirtlbach                          | Markt Indersdorf-Hirtlbach                   | Höhenburg (Spornburg)                                              | Hochmittelalterlich                                                             | Abgegangen                                         |      |
| Burgstall Kienaden                           | Bergkirchen-Kienaden-Flur „Obere Mühlwiesen“ | Niederungsburg                                                     | Mittelalterlich                                                                 | Abgegangen, verebnet                               |      |
| Burgstall Kollbach                           | Petershausen-Kollbach-„Steinberg“            | Höhenburg (Spornburg)                                              | Mittelalterlich                                                                 | Abgegangen                                         |      |
| Schloss Lauterbach                           | Bergkirchen-Lauterbach                       | Schloss                                                            | ab dem 13. Jahrhundert als Burg, um 1550 Umbau zum Schloss                      | Erhalten                                           |      |
| Befestigung bei Lederhof                     | Sulzemoos-Lederhof-Flur „Brand“              | Abschnittsbefestigung                                              | Vor- und frühgeschichtlich                                                      | Abgegangen, dreifaches Wall-Graben-System erhalten |      |
| Abschnittsbefestigung bei Lederhof           | Sulzemoos-Lederhof-Flur „Gemeindeholz“       | Abschnittsbefestigung                                              | Vor- und frühgeschichtlich                                                      | Abgegangen                                         |      |
| Burgstall Mitterndorf (Giglberg)             | Dachau-Mitterndorf                           | Höhenburg                                                          | Hochmittelalterlich                                                             | Abgegangen, verebnet                               |      |
| Ringwall Niederroth                          | Markt Indersdorf-Niederroth                  | Ringwall                                                           | Frühmittelalterlich                                                             | Abgegangen                                         |      |
| Schloss Odelzhausen                          | Odelzhausen                                  | Schloss, zuvor Höhenburg                                           |                                                                                 | in Teilen erhalten, Hotel und Brauerei             |      |
| Schloss Pasenbach                            | Vierkirchen-Pasenbach                        | Wasserschloss                                                      | um 1200                                                                         | Abgegangen                                         |      |
| Schloss Pellheim                             | Dachau-Pellheim                              | Schloss, zuvor Burg                                                | Burg mittelalterlich, Schloss neuzeitlich                                       | Abgegangen                                         |      |
| Burgstall Petershausen                       | Petershausen-Flur „Murnau“                   | Niederungsburg                                                     | Mittelalterlich                                                                 | Abgegangen                                         |      |
| Burgstall Schlossberg                        | Markt Indersdorf-Frauenhofen-„Schlossberg“   | Höhenburg (Spornburg), zuvor bronzezeitliche Abschnittsbefestigung | Hochmittelalterlich                                                             | Abgegangen                                         |      |
| Ringwall Schlossberg (Obermarbach) (Schanze) | Petershausen-Obermarbach-Flur „Mitterfeld“   | Ringwall                                                           | Frühmittelalterlich                                                             | Abgegangen                                         |      |
| Schloss Schönbrunn                           | Röhrmoos-Schönbrunn                          | Hofmarkschloss                                                     | Spätmittelalterlich, heutige Baureste von 1688                                  | Erhalten, dient heute als Krankenanstalt           |      |
| Schloss Sulzemoos                            | Sulzemoos                                    | Schloss, zuvor Wasserburg                                          | Burg aus dem 12. Jahrhundert, Schloss um 1546                                   | Erhalten                                           |      |
| Schloss Tandern                              | Hilgertshausen-Tandern                       | Hofmarkschloss                                                     | Mittelalterlich bzw. frühneuzeitlich                                            | Erhalten, Privatbesitz                             |      |
| Schloss Udlding                              | Dachau-Udlding                               | Hofmarkschloss                                                     | Spätmittelalterlich                                                             | Abgegangen                                         |      |
| Schloss Unterweikertshofen                   | Erdweg-Unterweikertshofen                    | Schloss                                                            | 13. Jahrhundert als Burg, ab 1610 Umbau zum Schloss                             | Erhalten                                           |      |
| Schloss Unterweilbach                        | Hebertshausen-Unterweilbach                  | Schloss                                                            | Hauptbau zweigeschossig mit Walmdach, 1692, mit romanischem Kern                | Erhalten                                           |      |
| Burgstall Wasenhof                           | Petershausen-Wasenhof                        | Niederungsburg                                                     | Hochmittelalterlich                                                             | Abgegangen                                         |      |

### Landkreis Ebersberg
| Name                              | Ort                                                                    | Typ                                 | Entstehungszeit                                                                                | Erhaltungszustand und heutige Nutzung                        | Bild |  |
| --------------------------------- | ---------------------------------------------------------------------- | ----------------------------------- | ---------------------------------------------------------------------------------------------- | ------------------------------------------------------------ | ---- |  |
| Burgstall Altenburg               | Moosach-Altenburg, im Bereich der Wallfahrtskirche St. Maria Altenburg | Höhenburg (Spornburg)               | Hochmittelalterlich                                                                            | Abgegangen                                                   |      |  |
| Schloss Anzing                    | Anzing                                                                 | Schloss, zuvor Niederungsburg       | Mittelalterlich                                                                                | Abgegangen                                                   |      |  |
| Burg Aßling                       | Aßling                                                                 | Höhenburg (Spornburg)               | Mittelalterlich                                                                                | Abgegangen, durch Kiesabbau zerstört                         |      |  |
| Abschnittsbefestigung Baiern      | Baiern-Pfleg-„Gemeindewald“                                            | Abschnittsbefestigung               | Früh- oder hochmittelalterlich                                                                 | Abgegangen                                                   |      |  |
| Burgstall Berganger               | Baiern-Berganger-Flur „Lechet“                                         | Höhenburg                           | Hoch- oder spätmittelalterlich                                                                 | Abgegangen                                                   |      |  |
| Burg Ebersberg                    | Ebersberg                                                              | Burg                                | während des 10. Jahrhunderts als Holz-Erde Anlage                                              | Abgegangen                                                   |      |  |
| Egglburg                          | Ebersberg-Vorderegglburg-„Kirchberg“                                   | Höhenburg                           | Frühmittelalterlich                                                                            | Abgegangen                                                   |      |  |
| Schloss Egmating                  | Egmating                                                               | Hofmarksschloss                     | im Kern mittelalterlich, heutiges Hauptgebäude stammt aus dem 17. Jahrhundert                  | erhalten                                                     |      |  |
| Schloss Eichbichl                 | Frauenneuharting-Eichbichl                                             | Wasserschloss                       | Spätmittelalterlich                                                                            | Erhalten                                                     |      |  |
| Burgstall Eisendorf               | Grafing bei München-Eisendorf                                          | Niederungsburg (Wasserburg)         | Mittelalterlich                                                                                | Abgegangen                                                   |      |  |
| Burg Elkofen                      | Grafing bei München-Unterelkofen                                       | Höhenburg                           | vermutlich schon während des 10. Jahrhunderts, Ende des 17. Jahrhunderts Umbau zum Jagdschloss | Erhalten heute in Privatbesitz und dient auch als Tagungsort |      |  |
| Burgstall Etzenberg               | Steinhöring-Etzenberg                                                  | Höhenburg                           | Hochmittelalterlich                                                                            | Abgegangen                                                   |      |  |
| Burg Falkenberg                   | Moosach-Falkenberg, im Bereich der Straße Burgweg                      | Höhenburg (Spornburg)               | Hochmittelalterlich                                                                            | Abgegangen                                                   |      |  |
| Schloss Falkenberg                | Moosach-Falkenberg                                                     | Schloss                             | 1579, 1693 erweitert                                                                           | umgebaut, erhalten                                           |      |  |
| Burgstall Fraunberg               | Steinhöring- Mayrhof                                                   | Höhenburg                           | Spätmittelalterlich                                                                            | Abgegangen                                                   |      |  |
| Burgstall Gasteig                 | Grafing bei München-Gasteig-„Schlossberg“                              | Höhenburg (Spornburg)               | Mittelalterlich                                                                                | Abgegangen                                                   | <    |  |
| Burg Gelting                      | Pliening-Gelting, im Bereich der Sommerhausstraße                      | Niederungsburg                      | Spätmittelalterlich                                                                            | Abgegangen, Burgstall und Turmhügel verebnet                 |      |  |
| Adelssitz Grafing                 | Grafing bei München, Marktplatz 2                                      | Herrensitz                          | Neuzeitlich                                                                                    | Erhalten                                                     |      |  |
| Schloss Hirschbichl               | Emmering-Hirschbichl                                                   | Schloss                             | 1500                                                                                           | Erhalten, heute Gasthaus                                     |      |  |
| Schloss Kaisersberg               | Anzing-Kaisersberg-„Turmhügel“                                         | Schloss                             | Frühneuzeitlich                                                                                | Abgegangen                                                   |      |  |
| Turmhügel Kaisersberg             | Anzing-Kaisersberg                                                     | Niederungsburg (Turmhügelburg)      | Mittelalterlich                                                                                | Abgegangen                                                   |      |  |
| Schloss Pöring                    | Zorneding-Pöring                                                       | Schloss                             | Adelsfamilie um 1180 erwähnt, 1661 Umbau zum Schloss                                           |                                                              |      |  |
| Schloss Mauerstetten              | Poing-Mauerstetten                                                     | Hofmarkschloss                      | Frühneuzeitlich                                                                                | Abgegangen                                                   |      |  |
| Burgstall Schalldorf              | Emmering-Schalldorf                                                    | Niederungsburg                      | Mittelalterlich                                                                                | Abgegangen                                                   |      |  |
| Abschnittsbefestigung Schlossberg | Aßling-Tegernau-„Schlossberg“                                          | Abschnittsbefestigung               | Frühmittelalterlich                                                                            | Abgegangen, Wälle und Gräben erhalten                        |      |  |
| Ringwall Schlossberg              | Grafing bei München-Oberelkofen-„Schlossberg“                          | Ringwall                            | Frühmittelalterlich                                                                            | Abgegangen                                                   |      |  |
| Schloss Schwaben                  | Markt Schwaben                                                         | Schloss                             | ab 1283 als Wasserburg, 1650 Umbau zum Schloss                                                 | Erhalten                                                     |      |  |
| Burgstall Sprinzeneck             | Steinhöring-Sprinzenöd                                                 | Höhenburg (Spornburg)               | Mittelalterlich                                                                                | Abgegangen                                                   |      |  |
| Burgstall Steinhöring             | Steinhöring, 370 Meter südwestlich vom Ort                             | Niederungsburg (Ebenerdiger Ansitz) | Hochmittelalterlich                                                                            | Abgegangen                                                   |      |  |
| Burgstall Wildenholzen            | Bruck-Wildenholzen                                                     | Spornburg                           | 1381 erstmals Erwähnt, 1443 Neubau als Schloss                                                 | Abgegangen, die Burgkapelle ist erhalten                     |      |  |
| Schloss Zinneberg (Burg Glana)    | Glonn-Zinneberg                                                        | Schloss                             | Vormals Burg Glana, nach dem dreißigjährigen Krieg Umbau zum Schloss                           | Erhalten                                                     |      |  |

### Landkreis Eichstätt
| Name                                           | Ort                                                                             | Typ                                                                             | Entstehungszeit                                                                                        | Erhaltungszustand und heutige Nutzung                                                                | Bild |
| ---------------------------------------------- | ------------------------------------------------------------------------------- | ------------------------------------------------------------------------------- | --- | --- | ---- |
| Burgruine Adlerstein                           | Wellheim-Aicha-„Alter Burgfelsen“                                               | Höhenburg (Spornburg) der Grafen von Hirschberg                                 | Hochmittelalterlich                                                                                    | Burgruine, wenige Mauerreste erhalten                                                                |      |
| Burgstall Althexenagger                        | Altmannstein-Tettenwang-Althexenagger-Flur „Ödacker“                            | Höhenburg (Spornburg)                                                           | Mittelalterlich                                                                                        | Abgegangen, zwei tiefe Gräben erhalten                                                               |      |
| Burg Altmannstein                              | Altmannstein                                                                    | Höhenburg (Spornburg)                                                           | um 1120                                                                                                | Burgruine                                                                                            |      |
| Burg Arnsberg                                  | Kipfenberg-Arnsberg                                                             | Höhenburg                                                                       | 11. Jahrhundert                                                                                        | Burgruine, große Teile der Vorburg erhalten                                                          |      |
| Abschnittsbefestigung Arzberg                  | Beilngries-„Arzberg“                                                            | Abschnittsbefestigung                                                           | Vor- und frühgeschichtlich                                                                             | Abgegangen, 200 Meter langer Wall erhalten                                                           |      |
| Wehrkirche Biberbach (St. Michael)             | Beilngries-Biberbach                                                            | Wehrkirche                                                                      | Spätmittelalterlich                                                                                    | Erhalten, Mauerring und Torturm zu besichtigen                                                       |      |
| Abschnittsbefestigung Brand                    | Kipfenberg-Schambach-Flur „Brand“                                               | Abschnittsbefestigung                                                           | Vorgeschichtlich                                                                                       | Abgegangen, 110 Meter langer Wall und Vorwall erhalten                                               |      |
| Burgstall Bruckhof                             | Altmannstein-Bruckhof-Flur „Eichert“                                            | Höhenburg (Ebenerdiger Ansitz)                                                  | Mittelalterlich                                                                                        | Abgegangen                                                                                           |      |
| Abschnittsbefestigung Burgstall (Altmannstein) | Altmannstein-Breitenhill-Waldflur „Burgstall“                                   | Abschnittsbefestigung                                                           | Vor- und frühgeschichtlich                                                                             | Abgegangen                                                                                           |      |
| Abschnittsbefestigung Die Kuchel               | Wellheim-Biesenhard-„Kranzelstein“                                              | Abschnittsbefestigung                                                           | Mittelalterlich                                                                                        | Abgegangen, Wälle erhalten                                                                           |      |
| Burg Dollnstein                                | Dollnstein                                                                      | Höhenburg                                                                       | 9./10. Jahrhundert als Holz-Erde Anlage                                                                | Burgruine                                                                                            |      |
| Schloss Eibwang                                | Kinding-Eibwang                                                                 | Weiherhaus                                                                      | Hochmittelalterlich                                                                                    | Erhalten, heute Bauernhof                                                                            |      |
| Residenz Eichstätt                             | Eichstätt                                                                       | Schloss, Residenz der Eichstätter Fürstbischöfe                                 | Während des 11. Jahrhunderts als Bischöfliche Hofhaltung errichtet, ab 1700 Neubau zum Residenzschloss | Erhalten, heute Sitz des Landratsamtes des Landkreises Eichstätt                                     |      |
| Sommerresidenz Eichstätt                       | Eichstätt                                                                       | Fürstbischöfliche Sommerresidenz                                                | 1735–1737 erbaut                                                                                       | Erhalten, heute Sitz der Universität Eichstätt                                                       |      |
| Wehrkirche Emsing (St. Martin)                 | Titting-Emsing                                                                  | Wehrkirche                                                                      | Mittelalterlich                                                                                        | Teilweise erhalten                                                                                   |      |
| Burg Erlhof                                    | Großmehring-Demling (Großmehring)-Interpark                                     | Niederungsburg (Wasserburg)                                                     | 1229/31 erstmals erwähnt                                                                               | Abgegangen, durch den Interpark überbaut                                                             |      |
| Burgruine Ettling (Burg Oettling)              | Pförring-Ettling                                                                | Niederungsburg (Wasserburg)                                                     | Vermutlich um 1145                                                                                     | Burgruine, Mauerreste von Ringmauer, Palas und Kapelle erhalten                                      |      |
| Burgstall Ettling                              | Pförring-Ettling, im Bereich der Burgstraße 2                                   | Niederungsburg (Wasserburg)                                                     | Mittelalterlich                                                                                        | Abgegangen, Gelände heute überbaut                                                                   |      |
| Fort Prinz Karl                                | Großmehring-Katharinenberg-„Großer Weinberg“                                    | Festung des äußeren Gürtels der ehemaligen Festung Ingolstadt                   | Zwischen 1877 und 1881 errichtet                                                                       | Größtenteils erhalten                                                                                |      |
| Burgruine Gensberg                             | Großmehring-Kleinmehring-Gensberg                                               | Wasserburg (Turmhügelburg)                                                      | Mittelalterlich                                                                                        | Burgruine, geringe Reste der Ringmauer und des Grabens erhalten                                      |      |
| Wehrkirche Gungolding (Mariä Himmelfahrt)      | Walting-Gungolding                                                              | Wehrkirche                                                                      | Spätmittelalterlich                                                                                    | Friedhofsbefestigung abgegangen                                                                      |      |
| Burgstall Hagenhill                            | Altmannstein-Hagenhill                                                          | Wasserburg                                                                      | 12. oder 13. Jahrhundert                                                                               | Burgruine, geringe Reste erhalten                                                                    |      |
| Burgstall Harlanden                            | Oberdolling-Harlanden, um den Bereich der Katholischen Filialkirche St. Michael | Niederungsburg (Wasserburg)                                                     | Mittelalterlich                                                                                        | Abgegangen                                                                                           |      |
| Schloss Hepberg                                | Hepberg                                                                         | Hofmarkschloss                                                                  | 1728 errichtet                                                                                         | Erhalten als Wohn- und Gasthaus                                                                      |      |
| Schloss Hexenagger                             | Altmannstein-Hexenagger                                                         | Burgschloss                                                                     | 10. Jahrhundert                                                                                        | Erhalten, in Privatbesitz                                                                            |      |
| Schloss Hirschberg                             | Beilngries                                                                      | Burgschloss                                                                     | 12. Jahrhundert als Höhenburg, zwischen 1760 und 1764 Ausbau zum Schloss                               | Erhalten                                                                                             |      |
| Schloss Hofstetten                             | Hitzhofen-Hofstetten                                                            | Schloss der Fürstbischöfe von Eichstätt, zuvor Wasserburg                       | Burg 1122 erstmals genannt, 1694 umbau zum Barockschloss                                               | Erhalten, in Privatbesitz                                                                            |      |
| Burgstall Hubertusfelsen                       | Kinding-Unteremmendorf                                                          | Höhenburg (Spornburg), vermutlich Sitz der Ministerialenfamilie der Emmendorfer | vermutlich 12. Jahrhundert                                                                             | Abgegangen, Halsgraben und Wälle sind noch erkennbar                                                 |      |
| Abschnittsbefestigung Hünenring                | Dollnstein-Ried-„Rieder Leite“                                                  | Abschnittsbefestigung                                                           | Vorgeschichtlich                                                                                       | Abgegangen, 150 Meter langer Wall erhalten                                                           |      |
| Abschnittsbefestigung Hutsteine                | Böhmfeld-Flur „Hutsteine“                                                       | Abschnittsbefestigung                                                           | Vor- und frühgeschichtlich                                                                             | Abgegangen, 18 Meter langer Abschnittswall erhalten                                                  |      |
| Schloss Inching                                | Walting-Inching                                                                 | Schloss                                                                         | 1710 bis 1720                                                                                          | Erhalten, in Privatbesitz                                                                            |      |
| Wehrkirche Irfersdorf (St. Margaretha)         | Beilngries-Irfersdorf                                                           | Wehrkirche                                                                      | Mittelalterlich                                                                                        | Friedhofsbefestigung erhalten                                                                        |      |
| Abschnittsbefestigung Kalkofen                 | Kipfenberg-Schambach-„Muckenberg“                                               | Abschnittsbefestigung                                                           | Vorgeschichtlich                                                                                       | Abgegangen, 400 Meter langer Wall erhalten                                                           |      |
| Abschnittsbefestigung Kesselberg               | Altmannstein-Schamhaupten-„Kesselberg“                                          | Abschnittsbefestigung                                                           | Frühmittelalterlich                                                                                    | Abgegangen, Wälle und Gräben erhalten                                                                |      |
| Burgstall Kesselberg                           | Titting-Bürg                                                                    | Spornburg der Herren von Kesselberg                                             | 12. Jahrhundert                                                                                        | abgegangen (nur 1222 bis 1313 existiert), überbaut mit der sogenannten Schlosskapelle St. Laurentius |      |
| Wehrkirche Kevenhüll (St. Ulrich)              | Beilngries-Kevenhüll                                                            | Wehrkirche                                                                      | Mittelalterlich                                                                                        | Friedhofsbefestigung teilweise erhalten                                                              |      |
| Kirchenburg Kinding                            | Kinding                                                                         | Kirchenburg                                                                     | um 1357 durch Ulrich I. Schenk von Geyern an der Stelle einer Burg errichtet                           | Erhalten                                                                                             |      |
| Burg Kipfenberg                                | Kipfenberg                                                                      | Spornburg                                                                       | 12. Jahrhundert                                                                                        | Erhalten                                                                                             |      |
| Abschnittsbefestigung Kirchberg                | Kinding-Erlingshofen-„Kirchberg“                                                | Abschnittsbefestigung                                                           | Vor- und frühgeschichtlich                                                                             | Abgegangen, mehrere Wälle und Gräben erhalten                                                        |      |
| Burgruine Konstein                             | Wellheim-Konstein                                                               | Höhenburg                                                                       | 1256 erstmals erwähnt                                                                                  | Burgruine, wenige Reste erhalten                                                                     |      |
| Schloss Kösching                               | Kösching                                                                        | Schloss, zuvor Burg                                                             | Burg vermutlich um 1000, Schloss aus dem 16. Jahrhundert                                               | Teilweise erhalten, heute Bestandteil des Köschinger Krankenhauses                                   |      |
| Abschnittsbefestigung Kottingwörth             | Beilngries-Kottingwörth-„Fischerleite“                                          | Abschnittsbefestigung                                                           | Vor- und frühgeschichtlich                                                                             | Abgegangen, drei Wälle und Gräben erhalten                                                           |      |
| Pfarrkirche St. Vitus                          | Beilngries-Kottingwörth                                                         | Wehrkirche                                                                      | Kirche frühmittelalterlich, Befestigung derselben spätmittelalterlich                                  | Erhalten                                                                                             |      |
| Burg Krugsburg (Burg Krußburg)                 | Mörnsheim-Altendorf-„Kruspelberg“                                               | Höhenburg                                                                       | 1204 erstmals erwähnt                                                                                  | Abgegangen, nur ein Halsgraben erhalten                                                              |      |
| Burgstall Lenting                              | Lenting                                                                         | Burg                                                                            | 11. Jahrhundert                                                                                        | Abgegangen, 1977 bei Ausgrabungen entdeckt                                                           |      |
| Schloss Lenting                                | Lenting                                                                         | Hofmarkschloss                                                                  | 18. Jahrhundert, anstelle einer Wasserburg                                                             | Stark verändert erhalten                                                                             |      |
| Abschnittsbefestigung Mallburg                 | Kinding-Schafhausen-Flur „Kirchenholz“                                          | Abschnittsbefestigung                                                           | Vor- und frühgeschichtlich                                                                             | Abgegangen                                                                                           |      |
| Burgstall Michaelsberg                         | Kipfenberg-„St. Michaelsberg“                                                   | Höhenburg (Spornburg)                                                           | Mittelalterlich                                                                                        | Abgegangen, Wälle Gräben und Mauerreste erhalten                                                     |      |
| Wehrkirche Möckenlohe (Mariä Himmelfahrt)      | Adelschlag-Möckenlohe                                                           | Wehrkirche                                                                      | Mittelalterlich                                                                                        | Teilweise erhalten                                                                                   |      |
| Abschnittsbefestigung Mörnsheim                | Mörnsheim-„Raffelstein“                                                         | Abschnittsbefestigung                                                           | Bronzezeitlich                                                                                         | Abgegangen, Wälle erhalten                                                                           |      |
| Burg Mörnsheim                                 | Mörnsheim-„Schlossberg“                                                         | Gipfelburg                                                                      | vermutlich 10. Jahrhundert                                                                             | Burgruine                                                                                            |      |
| Burgstall Morsbach                             | Titting-Morsbach                                                                | Wasserburg                                                                      | vermutlich 12. Jahrhundert                                                                             | |      |
| Burg Nassenfels                                | Nassenfels                                                                      | bischöflich-eichstättische Wasserburg                                           | 13. Jahrhundert                                                                                        | Halbruine, teilweise bewohnt                                                                         |      |
| Schloss Neuenhinzenhausen                      | Altmannstein-Neuenhinzenhausen                                                  | Niederungsburg (Wasserburg)                                                     | Frühneuzeitlich                                                                                        | Abgegangen, früherer Kreisgraben mit 500 Meter Durchmesser heute verfüllt                            |      |
| Burg Neuenstein                                | Walting                                                                         | Spornburg                                                                       | 1394 in Bau begriffen                                                                                  | Abgegangen, nur der Halsgraben ist noch sichtbar                                                     |      |
| Schloss Oberdolling                            | Oberdolling                                                                     | Hofmarkschloss                                                                  | Mittelalterlich, 1649 und 1931 neu erbaut                                                              | Erhalten                                                                                             |      |
| Burgstall Obereichstätt                        | Dollnstein-Obereichstätt                                                        | Wasserburg                                                                      | 12. Jahrhundert                                                                                        | Abgegangen, Kapelle erhalten                                                                         |      |
| Schloss Offendorf                              | Mindelstetten-Offendorf                                                         | Hofmarkschloss                                                                  | 1612 nach einem Vorgängerbau neu errichtet                                                             | Erhalten, dient heute als Gaststätte                                                                 |      |
| Burgstall Ottersdorf                           | Altmannstein-Hexenagger-„Schnelzer Berg“                                        | Höhenburg (Spornburg)                                                           | Mittelalterlich                                                                                        | Abgegangen, zwei Gräben und Wälle erhalten                                                           |      |
| Wehrkirche Pfahldorf (St. Johann Baptist)      | Kipfenberg-Pfahldorf                                                            | Wehrkirche                                                                      | Mittelalterlich                                                                                        | Kirchhofsbefestigung heute abgegangen                                                                |      |
| Burg Pfalzpaint                                | Walting-Pfalzpaint                                                              | Niederungsburg                                                                  | 13. Jahrhundert                                                                                        | Burgrest, ein Stumpf des Bergfriedes wurde in einem Wohnhaus verbaut                                 |      |
| Abschnittsbefestigung Pfünz                    | Walting-Pfünz-„Mühlleite“                                                       | Abschnittsbefestigung                                                           | Vor- und frühgeschichtlich                                                                             | Abgegangen                                                                                           |      |
| Schloss Pfünz                                  | Walting-Pfünz                                                                   |                                                                                 | | |      |
| Prandtenhof (Rablbauernhof)                    | Kösching                                                                        | Hofmarkschloss                                                                  | Neuzeitlich                                                                                            | Erhalten                                                                                             |      |
| Wehrkirche Preith (St. Brigida)                | Pollenfeld-Preith                                                               | Wehrkirche                                                                      | Spätmittelalterlich                                                                                    | Erhalten                                                                                             |      |
| Burg Rauenwörth                                | Walting                                                                         | Wasserburg                                                                      | 13. Jahrhundert                                                                                        | Abgegangen                                                                                           |      |
| Burg Rieshofen                                 | Walting-Rieshofen                                                               | Wasserburg                                                                      | um 1290                                                                                                | Burgruine, nur Bergfried und wenige Mauerreste erhalten                                              |      |
| Abschnittsbefestigung Auf der Römerburg        | Kipfenberg-Arnsberg-„Römerberg“                                                 | Abschnittsbefestigung                                                           | Vorgeschichtlich                                                                                       | Abgegangen, 400 Meter lange, S-förmig gebogene Wallgrabenanlage erhalten                             |      |
| Turmhügel Rothenberg                           | Böhmfeld-„Rothenberg“                                                           | Turmhügelburg                                                                   | Hochmittelalterlich                                                                                    | Abgegangen                                                                                           |      |
| Burg Rumburg                                   | Kinding-Enkering                                                                | Spornburg                                                                       | 14. Jahrhundert                                                                                        | Burgruine                                                                                            |      |
| Burg Rundeck (Burg Stossenberg)                | Kinding                                                                         | Spornburg                                                                       | vor 1242                                                                                               | Burgruine                                                                                            |      |
| Schloss Sandersdorf                            | Altmannstein-Sandersdorf                                                        | Schloss                                                                         | 1646, als Nachfolgebau einer Burg des 12. Jahrhunderts                                                 | Erhalten                                                                                             |      |
| Burgstall Saufelsen                            | Kinding-Unteremmendorf                                                          | Höhenburg (Spornburg), vermutlich Sitz der Ministerialenfamilie der Emmendorfer | vermutlich 12. Jahrhundert                                                                             | Abgegangen, Turmhügel, Gräben und Wälle noch sichtbar                                                |      |
| Ringwall Schellenburg                          | Kinding-Enkering-„Schellenberg“                                                 | Abschnittsbefestigung                                                           | Urnenfelderzeitlich                                                                                    | Abgegangen, Wälle erhalten                                                                           |      |
| Abschnittsbefestigung Schneckenberg            | Eichstätt-Wasserzell-„Schneckenberg“                                            | Abschnittsbefestigung                                                           | Vor- und frühgeschichtlich                                                                             | Abgegangen                                                                                           |      |
| Schloss Schönbrunn                             | Denkendorf-Schönbrunn                                                           | Wasserschloss                                                                   | | Erhalten                                                                                             |      |
| Domherrensitz Späthscher Hof                   | Eichstätt                                                                       | Herrensitz mit mittelalterlichem Wohnturm                                       | 13. Jahrhundert                                                                                        | Erhalten                                                                                             |      |
| Schloss Titting                                | Titting                                                                         | Wasserschloss                                                                   | 13. Jahrhundert                                                                                        | Erhalten, heute eine Brauerei                                                                        |      |
| Burgstall Torfelsen                            | Kinding-Unteremmendorf                                                          | Höhenburg (Spornburg), vermutlich Sitz der Ministerialenfamilie der Emmendorfer | vermutlich 12. Jahrhundert                                                                             | Abgegangen, Halsgraben noch erkennbar                                                                |      |
| Schloss Wackerstein                            | Wackerstein                                                                     | Schloss, zuvor Höhenburg                                                        | 9. Jahrhundert, 1781 zum Schloss umgebaut                                                              | Erhalten, heute befinden sich darin Eigentumswohnungen                                               |      |
| Abschnittsbefestigung Walting                  | Walting-„Hellerberg“                                                            | Abschnittsbefestigung                                                           | Vermutlich mittelalterlich                                                                             | Abgegangen                                                                                           |      |
| Wehrkirche Walting (St. Johann Evangelist)     | Walting                                                                         | Wehrkirche                                                                      | Mittelalterlich                                                                                        | Befestigung heute abgegangen                                                                         |      |
| Burg Wellheim                                  | Wellheim                                                                        | Gipfelburg                                                                      | 12. Jahrhundert                                                                                        | Burgruine                                                                                            |      |
| Schloss Westerhofen                            | Stammham-Westerhofen                                                            | Hofmarkschloss                                                                  | 16. Jahrhundert                                                                                        | Erhalten, heute Bauernhof                                                                            |      |
| Burgruine Wielandstein                         | Wellheim-Wielandshöfe-„Felsenkopf“                                              | Höhenburg (Felsburg)                                                            | Hochmittelalterlich                                                                                    | Burgruine, Graben erhalten                                                                           |      |
| Burgstall Wieseck                              | Kinding-Erlingshofen                                                            | Spornburg                                                                       | 12. Jahrhundert                                                                                        | Abgegangen                                                                                           |      |
| Willibaldsburg                                 | Eichstätt                                                                       | Residenzburg der Eichstätter Fürstbischöfe                                      | um 1353                                                                                                | Erhalten, beherbergt heute u. a. mehrere Museen                                                      |      |
| Wehrkirche Wolkertshofen (St. Quirinus)        | Nassenfels-Wolkertshofen                                                        | Wehrkirche                                                                      | Spätmittelalterlich                                                                                    | Erhalten                                                                                             |      |

### Landkreis Erding
| Name                                | Ort                                                           | Typ                                       | Entstehungszeit                                                            | Erhaltungszustand und heutige Nutzung | Bild |
| ----------------------------------- | ------------------------------------------------------------- | ----------------------------------------- | -------------------------------------------------------------------------- | --- | ---- |
| Schloss Altenerding                 | Altenerding                                                   | Hofmarkschloss                            | 13. Jahrhundert                                                            | Im Dreißigjährigen Krieg zerstört. |      |
| Königshof Ardeoingas                | Altenerding                                                   | Königshof der Agilolfinger und Karolinger | 8. Jahrhundert                                                             | Bestand bis zum 13. Jahrhundert innerhalb des Altortes von Altenerding an einer Flusskurve; doppeltes Grabenwerk und Teile der Innenbebauung nachgewiesen, urkundlich nur karolingisch erfasst. 2010 archäologisch wiedergefunden, 2017 in einer Lehrgrabung ausschnittsweise untersucht. |      |
| Burg Allersburg                     | Dorfen-Längthal                                               | Niederungsburg                            | Mittelalterlich                                                            | Abgegangen |      |
| Burgstall Alte Schanze              | Badberg (Lengdorf), unmittelbar nördlich vom Ort              | Niederungsburg                            | Hoch- oder spätmittelalterlich                                             | Abgegangen, Burgstall heute verebnet |      |
| Schloss Armstorf                    | Sankt Wolfgang                                                | Schloss                                   | 1622 auf den Grundmauern eines Vorgängerbaus                               | Erhalten |      |
| Schloss Aufhausen                   | Erding                                                        | Schloss                                   | 1720, verändert 1760/1885                                                  | Erhalten, privater Wohnsitz |      |
| Burgstall Badberg                   | Badberg (Lengdorf), 250 Meter westlich des Turmhügels Badberg | Höhenburg (Spornburg)                     | Hoch- oder spätmittelalterlich                                             | Abgegangen |      |
| Turmhügel Badberg                   | Badberg (Lengdorf), unmittelbar südwestlich vom Ort           | Niederungsburg (Turmhügelburg)            | Hoch- oder spätmittelalterlich                                             | Abgegangen |      |
| Schloss Burgrain                    | Isen-Burgrain                                                 | Schloss, vorher Höhenburg                 | 1140 bis 1290                                                              | Erhalten, privater Wohnsitz |      |
| Burg Erding (Alter Hof)             | Erding                                                        | Stadtburg                                 | Mittelalterlich                                                            | Abgegangen |      |
| Stadtresidenz Erding (Grafenstock)  | Erding                                                        | Schloss                                   | 17. Jahrhundert                                                            | Erhalten, dient heute als Rathaus |      |
| Schloss Fraunberg                   | Fraunberg                                                     | Wasserschloss                             | erste Befestigung um 1000, vermutlich im 13. Jahrhundert Umbau zum Schloss | Erhalten, in Privatbesitz |      |
| Burgstall Graß                      | Bockhorn-Graß-„Fuchsberg“                                     | Höhenburg (Spornburg)                     | Hochmittelalterlich                                                        | Abgegangen |      |
| Burgstall Großhündlbach             | Fraunberg-Großhündlbach                                       | Höhenburg (Spornburg)                     | Hochmittelalterlich                                                        | Abgegangen |      |
| Abschnittsbefestigung Großhündlbach | Fraunberg-Großhündlbach-Flur „Römerschanze“                   | Abschnittsbefestigung                     | Frühmittelalterlich                                                        | Abgegangen |      |
| Burg Grünbach                       | Bockhorn-Grünbach, östlich neben dem Schloss                  | Höhenburg (Spornburg)                     | Hochmittelalterlich                                                        | Abgegangen |      |
| Schloss Grünbach                    | Bockhorn-Grünbach                                             | Schloss                                   |                                                                            | |      |
| Abschnittsbefestigung Herrenberg    | Sankt Wolfgang-Herrnberg-„Herrenberg“                         | Abschnittsbefestigung                     | Frühmittelalterlich                                                        | Abgegangen |      |
| Schloss Hubenstein                  | Taufkirchen (Vils)-Hubenstein                                 | Schloss, zuvor Niederungsburg             | Mittelalterlich                                                            | Abgegangen |      |
| Burgstall Jettenstetten             | Taufkirchen (Vils)-Jettenstetten                              | Niederungsburg                            | Hoch- oder spätmittelalterlich                                             | Abgegangen, Burgstall heute verebnet |      |
| Schloss Kalling                     | Dorfen                                                        | Schloss                                   | um 1540                                                                    | Erhalten, ab 1987 schrittweise Renovierung |      |
| Edelsitz Kay                        | Isen-Kay                                                      | Edelsitz                                  | Spätmittelalterlich                                                        | Abgegangen |      |
| Burg Kopfsburg                      | Lengdorf-Kopfsburg                                            | Höhenburg (Turmhügelburg)                 | Mittelalterlich                                                            | Abgegangen |      |
| Burgstall Lengdorf                  | Lengdorf, im Bereich der Straße Im Moos                       | Niederungsburg                            | Hoch- oder spätmittelalterlich                                             | Abgegangen |      |
| Turmhügel Lengdorf                  | Lengdorf, im Bereich südlich der Mühle                        | Niederungsburg (Turmhügelburg)            | Hochmittelalterlich                                                        | Abgegangen, Turmhügel verebnet |      |
| Edelsitz Lindum                     | Dorfen-Berg, anstelle der katholischen Filialkirche Hl. Kreuz | Herrensitz                                | Spätmittelalterlich                                                        | Abgegangen |      |
| Schloss Moosen (Kloster)            | Dorfen                                                        | Kloster                                   | um 1620, ab 1865 als Kloster genutzt                                       | Erhalten, heute ein Kinderheim und -hort |      |
| Schloss Niederstraubing             | Steinkirchen-Niederstraubing                                  | Schloss, zuvor Niederungsburg             | Mittelalterlich                                                            | Abgegangen |      |
| Schloss Notzing                     | Oberding-Notzing                                              | Wasserschloss, vormals Wasserburg         | 1519 wurde der Schlossbau anstelle der früheren Bebauung errichtet         | Erhalten, in Privatbesitz |      |
| Edelsitz Permering                  | Taufkirchen (Vils)                                            | Edelsitz                                  | 1750                                                                       | Sehr gut erhalten, leicht modernisiert, als Gasthaus |      |
| Edelsitz Pirka                      | Steinkirchen-Pirka                                            | Edelsitz                                  | Vor 1700                                                                   | Leicht verändert Erhalten, privater Wohnsitz |      |
| Ringwall Schlossberg                | Wartenberg-Hinterauerbach-„Schlossberg“                       | Ringwall mit Abschnittsbefestigung        | Früh- oder hochmittelalterlich                                             | Abgegangen |      |
| Burgstall Stiglgrub                 | Taufkirchen (Vils)-Stiglgrub                                  | Niederungsburg                            | Hoch- oder spätmittelalterlich                                             | Abgegangen |      |
| Turmhügel Straß                     | Wartenberg-Straß, gegenüber der Strogen                       | Niederungsburg (Turmhügelburg)            | Hoch- oder spätmittelalterlich                                             | Abgegangen |      |
| Wasserschloss Taufkirchen           | Taufkirchen (Vils)                                            | Wasserschloss                             | 1263 erstmals erwähnt                                                      | Erhalten, in Privatbesitz |      |
| Burg Wartenberg                     | Wartenberg-„Nikolaiberg“                                      | Höhenburg (Spornburg)                     | 10. Jahrhundert                                                            | Abgegangen, Burgkapelle erhalten |      |
| Jagdschloss Wartenberg              | Wartenberg                                                    | Jagdschloss                               | 15. Jahrhundert                                                            | Erhalten |      |
| Burgstall Wasentegernbach           | Dorfen-Wasentegernbach                                        | Niederungsburg                            | Hoch- oder spätmittelalterlich                                             | Abgegangen |      |
| Schloss Wasentegernbach             | Dorfen-Wasentegernbach                                        | Schloss                                   | 1582                                                                       | Der Hauptbau verändert erhalten, als landwirtschaftliches Wohnhaus |      |
| Schloss Winkl                       | Taufkirchen (Vils)-Winkl                                      | Schloss                                   | Spätmittelalterlich                                                        | Abgegangen |      |
| Schloss Zeilhofen                   | Dorfen-Zeilhofen                                              | Schloss, zuvor Niederungsburg             | Spätmittelalterlich                                                        | Abgegangen |      |

Siehe auch: Liste der Burgen, Schlösser und Edelsitze im Isental und Umgebung

### Landkreis Freising
| Name                                               | Ort                                 | Typ                        | Entstehungszeit                                                                                         | Erhaltungszustand und heutige Nutzung                  | Bild |
| -------------------------------------------------- | ----------------------------------- | -------------------------- | --- | ------------------------------------------------------ | ---- |
| Turmhügel Aiterbach                                | Allershausen-Aiterbach              | Turmhügelburg              | Während des 15. Jahrhunderts Sitz der Massenhauser                                                      | Abgegangen                                             |      |
| Schloss Aiterbach                                  | Allershausen-Aiterbach              | Schloss                    | 1711 oder 1788                                                                                          | Erhalten, in Privatbesitz                              |      |
| Schloss Asch                                       | Moosburg an der Isar                | Schloss                    | 12. Jahrhundert bereits Herrensitz, 1541 zum Schloss umgebaut                                           | Erhalten                                               |      |
| Schloss Au                                         | Au in der Hallertau                 | Schloss                    | Nach der Zerstörung im Landshuter Erbfolgekrieg zwischen 1544 und 1578 neu errichtet. 1880 Umgestaltung | Erhalten, in Privatbesitz                              |      |
| Schloss Birkeneck                                  | Hallbergmoos-Birkeneck              | Schloss                    | um 1708                                                                                                 | Erhalten                                               |      |
| Burgstall Burghausen                               | Kirchdorf an der Amper-Burghausen   | Burg                       | | Abgegangen                                             |      |
| Schloss Flitzing                                   | Zolling-Flitzing                    | Wasserschloss              | im 10. Jahrhunderts erstmals genannt                                                                    | Abgegangen                                             |      |
| → Bischöfliches Residenzschloss Freising (Kloster) | Freising                            | Fürstbischöfliche Residenz | 744 wurde die Burg auf dem Domberg erstmals erwähnt                                                     | Erhalten                                               |      |
| Burgstall Geierlambach                             | Kirchdorf an der Amper-Geierlambach | Burg                       | | Abgegangen                                             |      |
| Burgstall Grünberg                                 | Rudelzhausen-Grünberg               | Burgstall                  | | Abgegangen                                             |      |
| Turmhügel Günzenhausen                             | Eching-Günzenhausen                 | Turmhügelburg              | | Abgegangen                                             |      |
| Schloss Haag                                       | Haag an der Amper                   | Schloss                    | Während des 17. Jahrhunderts neu errichtet                                                              | Nur Brauereigebäude erhalten, Schloss abgegangen       |      |
| Burgstall Hagenau                                  | Kranzberg-Hagenau                   | Burg                       | | Abgegangen                                             |      |
| Schloss Haindlfing                                 | Haindlfing                          | Schloss                    | um 1740, als Nachfolgebau einer Burg                                                                    | Erhalten                                               |      |
| Turmhügel Hirschbach                               | Kirchdorf an der Amper-Hirschbach   | Turmhügelburg              | | Abgegangen                                             |      |
| Schloss Hohenkammer                                | Hohenkammer                         | Schloss                    | 15. Jahrhundert                                                                                         | Erhalten, heute Sitz der Akademie Schloss Hohenkammer  |      |
| Schloss Hörgertshausen                             | Hörgertshausen                      | Schloss                    | 16. Jahrhundert                                                                                         | Abgegangen, 1852 abgebrochen                           |      |
| Schloss Inkofen                                    | Haag an der Amper-Inkofen           | Schloss                    | Zweite Hälfte des 16. Jahrhunderts                                                                      | Erhalten, in Privatbesitz                              |      |
| Schloss Isareck                                    | Wang                                | Wasserschloss              | 1559 bis 1570                                                                                           | Erhalten                                               |      |
| Schloss Kammerberg                                 | Fahrenzhausen-Kammerberg            | Wasserschloss              | während des 17./18. Jahrhunderts als Nachfolgeanlage einer Burg des 13. Jahrhunderts                    | Erhalten, in Privatbesitz                              |      |
| Burgstall Kranzberg                                | Kranzberg                           | Höhenburg                  | nach 1200 „Crainsperger“ Adel erwähnt                                                                   | Kapelle erinnert an die Burg. Burg abgegangen          |      |
| Burgstall Lageltshausen                            | Freising-Lageltshausen              | Burg                       | 1130 erstmals erwähnt                                                                                   | Abgegangen                                             |      |
| Burgstall Massenhausen                             | Neufahrn bei Freising-Massenhausen  | Turmhügelburg              | | Abgegangen, 1804 abgebrochen                           |      |
| Schloss Mauern                                     | Mauern                              | Schloss                    | Während der ersten Hälfte des 18. Jahrhunderts als Nachfolgebau aus dem Jahr 1000                       | Erhalten, heute im Besitz der Gemeinde Mauern          |      |
| Burgstall Niernsdorf                               | Hohenkammer-Niernsdorf              | Burg                       | | Abgegangen                                             |      |
| Schloss Ottenburg                                  | Eching-Ottenburg                    | Schloss                    | 750 als Höhenburg, Ende des 17. Jahrhunderts Umbau zum Schloss                                          | Größtenteils erhalten, heute in Privatbesitz           |      |
| Burgstall Ottenburg                                | Eching-Ottenburg                    | Spornburg                  | | Abgegangen                                             |      |
| Turmhügel Ottenburg                                | Eching-Ottenburg                    | Turmhügelburg              | | Abgegangen                                             |      |
| Schloss Schönbichl                                 | Kranzberg                           | Schloss                    | um 1682                                                                                                 | Erhalten                                               |      |
| Turmhügel Seysdorf                                 | Au in der Hallertau-Seysdorf        | Turmhügelburg              | | Abgegangen                                             |      |
| Burgstall Tegernbach                               | Rudelzhausen-Tegernbach             | Hofmarksschloss            | 18. Jhd.                                                                                                | Abgegangen                                             |      |
| Turmhügel Tegernbach                               | Rudelzhausen-Tegernbach             | Turmhügelburg              | | Abgegangen                                             |      |
| Schloss Thalhausen                                 | Kranzberg-Thalhausen                | Schloss                    | Ende 17. Jahrhundert, Kirche von 1707                                                                   | Erhalten, in kirchlichem Besitz, Bildungshaus St. Anna |      |
| Burgstall Thurnsberg                               | Kranzberg-Thurnsberg                | Burg                       | | Abgegangen                                             |      |
| Burgstall Wippenhausen                             | Kirchdorf an der Amper-Wippenhausen | Abschnittsbefestigung      | | Abgegangen                                             |      |
| Schloss Wolfersdorf                                | Wolfersdorf                         | Schloss                    | | Abgegangen, 1834 abgebrochen                           |      |

### Landkreis Fürstenfeldbruck
| Name                               | Ort                                                           | Typ                                                | Entstehungszeit                                                                                       | Erhaltungszustand und heutige Nutzung               | Bild |
| ---------------------------------- | ------------------------------------------------------------- | -------------------------------------------------- | --- | --------------------------------------------------- | ---- |
| Burgstall Adelshofen               | Adelshofen                                                    | Niederungsburg (Wasserburg), später Hofmarkschloss | Spätmittelalterlich                                                                                   | Abgegangen                                          |      |
| Burgstall Alling                   | Alling                                                        | Höhenburg (Spornburg) des Ortsadels von Alling     | Möglicherweise frühmittelalterliche Vorgängerburg, 1150 wurde die Adelsfamilie erwähnt                | Abgegangen, teilweise durch Kiesabbau zerstört      |      |
| Burgstall Althegnenberg            | Althegnenberg                                                 | Turmhügelburg                                      | um 1192, damals wurde die Adelsfamilie von Hegnenberg erwähnt                                         | Abgegangen                                          |      |
| Burg Aufkirchen                    | Egenhofen-Aufkirchen, 470 Meter südsüdwestlich der Ortskirche | Niederungsburg (Wasserburg)                        | Hoch- oder spätmittelalterlich                                                                        | Abgegangen, Burgstall heute verebnet                |      |
| Burgstall Biburg                   | Alling-Biburg                                                 | Niederungsburg                                     | Hoch- oder spätmittelalterlich                                                                        | Abgegangen                                          |      |
| Abschnittsbefestigung im Burgholz  | Türkenfeld-Burgholz-Flur „Burgholz“                           | Abschnittsbefestigung                              | Frühmittelalterlich                                                                                   | Abgegangen, Wälle und Gräben erhalten               |      |
| Burg Dünzelbach                    | Moorenweis-Dünzelbach                                         | Niederungsburg (Turmhügelburg)                     | Mittelalterlich                                                                                       | Abgegangen                                          |      |
| Burgstall Engelsberg               | Fürstenfeldbruck-Kreuth                                       | Höhenburg (Spornburg)                              | möglicherweise schon während des 10. Jahrhunderts erbaut, spätestens aber im 12. Jahrhundert          | Abgegangen, Halsgraben noch sichtbar                |      |
| Schloss Esting                     | Olching-Esting                                                | Schloss, zuvor Burg                                | Burg aus dem 13. Jahrhundert, Schloss von 1666                                                        | Erhalten                                            |      |
| Burgstall Gegenpoint               | Fürstenfeldbruck                                              | Höhenburg (Spornburg)                              | 1147                                                                                                  | Abgegangen                                          |      |
| Schloss Geiselbullach              | Olching-Geiselbullach                                         | Schloss                                            | Frühneuzeitlich                                                                                       | Erhalten, Landwirtschaftlicher Gutshof              |      |
| Schloss Grunertshofen              | Moorenweis-Grunertshofen                                      | Hofmarkschloss                                     | 1601                                                                                                  | Erhalten                                            |      |
| Schloss Günzlhofen                 | Oberschweinbach-Günzlhofen                                    | Hofmarkschloss                                     | um 1400                                                                                               | Abgegangen                                          |      |
| Burgstall Haldenberg (Haltenberg)  | Mammendorf-„Bieberberg“                                       | Niederungsburg                                     | Frühmittelalter (Wallanlage), ab 1260 erschien ein Konrad von Haldenberg als staufischer Ministeriale | Abgegangen                                          |      |
| Schloss Holzkirchen                | Alling-Holzkirchen                                            | Hofmarkschloss                                     | 1688                                                                                                  | Erhalten                                            |      |
| Abschnittsbefestigung Landsberied  | Landsberied-„Schlossberg“                                     | Höhenburg (Abschnittsbefestigung, Spornburg)       | Mittelalterlich                                                                                       | Abgegangen                                          |      |
| Ringwall Mittelstetten             | Mittelstetten-Tegernbach-Flur „Burgholz“                      | Ringwall                                           | Frühmittelalterlich                                                                                   | Abgegangen, Wälle und Gräben erhalten               |      |
| Schloss Nannhofen                  | Mammendorf-Nannhofen                                          | Schloss, zuvor Burg                                | Burg des 12. Jahrhunderts, Schloss neuzeitlich                                                        | Erhalten                                            |      |
| Burgstall Oberschweinbach          | Oberschweinbach                                               | Niederungsburg                                     | Mittelalterlich                                                                                       | Abgegangen                                          |      |
| Burgstall Parsberg                 | Puchheim                                                      | Turmhügelburg                                      | 12./13. Jahrhundert möglicherweise früher                                                             | Abgegangen, Turmhügel mit Graben erhalten           |      |
| Abschnittsbefestigung Puch         | Fürstenfeldbruck-Puch-Flur „Gehag“                            | Höhenburg (Spornburg)                              | Frühmittelalterlich                                                                                   | Abgegangen, Wall erhalten                           |      |
| Burgstall Purk                     | Moorenweis-Purk                                               | Höhenburg                                          | Frühmittelalter                                                                                       | Abgegangen                                          |      |
| Burgstall Roggenstein              | Emmering                                                      | Höhenburg (Spornburg)                              | Erst 1317 ist Adel auf der Burg nachweisbar                                                           | Abgegangen, zwei Gräben sind erhalten               |      |
| Burg Rottbach                      | Maisach-Zötzelhofen                                           | Höhenburg (Gipfelburg)                             | Spätmittelalterlich                                                                                   | Abgegangen                                          |      |
| Schloss Spielberg                  | Oberschweinbach-Spielberg                                     |                                                    | Um 1150                                                                                               | Teil des Klosters Spielberg                         |      |
| Abschnittsbefestigung Schöngeising | Schöngeising, 1100 Meter nordöstlich der Ortskirche           | Abschnittsbefestigung                              | Frühmittelalterlich                                                                                   | Abgegangen                                          |      |
| Turmhügelburg Schöngeising         | Schöngeising                                                  | Niederungsburg                                     | hochmittelalterlich                                                                                   | Abgegangen                                          |      |
| Sunderburg                         | Schöngeising-„Schlossberg“                                    | Höhenburg (Spornburg, Turmhügelburg)               | Vermutlich hochmittelalterlich                                                                        | Abgegangen, sieben Meter hoher Turmhügel erhalten   |      |
| Turmhügel Stefansberg              | Maisach-Stefansberg                                           | Niederungsburg (Turmhügelburg)                     | Hochmittelalterlich                                                                                   | Abgegangen, Turmhügel durch die Ortskirche überbaut |      |
| Schloss Türkenfeld                 | Türkenfeld                                                    | Schloss, zuvor Burg                                | Ortsadel ist seit dem Jahr 1192 genannt, Schloss neuzeitlich                                          | Erhalten                                            |      |
| Burgstall Wenigmünchen             | Egenhofen-Wenigmünchen, auf dem Kalvarienberg                 | Höhenburg                                          | Hoch- oder spätmittelalterlich                                                                        | Abgegangen                                          |      |
| Schloss Weyhern                    | Egenhofen-Weyhern                                             | Schloss der Freiherren von Lotzbeck                | 1826                                                                                                  | Erhalten, beherbergt heute Eigentumswohnungen       |      |
| Burgstall Wildenroth               | Grafrath-Wildenroth                                           | Höhenburg                                          | Erste Hälfte des 13. Jahrhunderts                                                                     | Abgegangen                                          |      |

### Landkreis Garmisch-Partenkirchen
| Name                                           | Ort                                  | Typ                                              | Entstehungszeit                                               | Erhaltungszustand und heutige Nutzung                                                  | Bild |  |
| ---------------------------------------------- | ------------------------------------ | ------------------------------------------------ | ------------------------------------------------------------- | -------------------------------------------------------------------------------------- | ---- |  |
| Schloss Elmau                                  | Krün-Klais                           | Schloss                                          | 1916                                                          | Erhalten, heute ein Hotel und kulturelle Begegnungsstätte                              |      |  |
| Burgstall Eschenlohe (Vestbühl)                | Eschenlohe-„Vestbichel“              | Höhenburg (Spornburg)                            | 12. Jahrhundert, 1160 wurde die Adelsfamilie erstmals erwähnt | Abgegangen, Wälle, Gräben und Grundmauerreste erhalten                                 |      |  |
| Burgstall Falkenstein                          | Garmisch-Partenkirchen-„Königsstand“ | Höhenburg (Spornburg)                            | Mittelalterlich                                               | Abgegangen                                                                             |      |  |
| Schloss Grafenaschau                           | Schwaigen                            | Schloss                                          | 1909–12 errichtet                                             | Erhalten                                                                               |      |  |
| Burgstall Hagen                                | Riegsee-Hagen-Flur „Obere Teile“     | Höhenburg (Spornburg)                            | Mittelalterlich                                               | Abgegangen                                                                             |      |  |
| Burgstall Hammersbach                          | Grainau-Hammersbach                  | Turmburg                                         | Mittelalterlich                                               | Abgegangen                                                                             |      |  |
| Abschnittsbefestigung Haselleite (Raspenburg?) | Großweil-Kleinweil-„Haselleiten“     | Abschnittsbefestigung                            | Mittelalterlich                                               | Abgegangen                                                                             |      |  |
| Königshaus am Schachen                         | Garmisch-Partenkirchen-„Schachen“    | Schloss von König Ludwig II. von Bayern          | 1869–1872                                                     | Erhalten                                                                               |      |  |
| Schloss Kranzbach                              | Krün-Klais                           | Schloss                                          | 1913 bis 1915                                                 | Erhalten, heute ein Hotel                                                              |      |  |
| Burgstall Lichteneck (Schlossberg)             | Riegsee-Aidling-„Schlossberg“        | Höhenburg (Spornburg)                            | um 1250                                                       | Abgegangen, Burghügel und ein Graben erhalten                                          |      |  |
| Schloss Linderhof                              | Ettal                                | Schloss des bayerischen Königs Ludwig II.        | 1869 bis 1886                                                 | Erhalten                                                                               |      |  |
| Burgstall Mühleck                              | Großweil-Mühleck                     | Höhenburg (Spornburg)                            | Abgegangen                                                    | Abgegangen                                                                             |      |  |
| Schloss Murnau                                 | Murnau am Staffelsee                 | Schloss anstelle einer Burg des 13. Jahrhunderts | 13. Jahrhundert (Burg), ab 1539 umbau zum Schloss             | Erhalten, nach Nutzung als Schulhaus befindet sich heute darin das Schloßmuseum Murnau |      |  |
| Schloss Neuegling                              | Murnau am Staffelsee-Neuegling       | Schloss                                          | 1910 bis 1913                                                 | Erhalten, Privatbesitz                                                                 |      |  |
| Schloss Rieden                                 | Seehausen am Staffelsee              | Schloss                                          | 18. Jhd.                                                      | 1887 umgebaut, Privatbesitz                                                            |      |  |
| Burgstall Schaumburg (Schauenburg)             | Ohlstadt-„Kleiner Illing“            | Höhenburg (Gipfelburg)                           | 11. Jahrhundert                                               | Abgegangen, 1414 zerstört                                                              |      |  |
| Schloss Seeleiten                              | Seehausen am Staffelsee              | Schloss                                          | 1903–1904                                                     | 1984–1989                                                                              |      |  |
| Schloss Wengwies                               | Eschenlohe-Wengwies                  | Schloss                                          |                                                               | Erhalten, Privatbesitz (?)                                                             |      |  |
| Burgruine Werdenfels                           | Garmisch-Partenkirchen-Burgrain      | Höhenburg (Spornburg)                            | zwischen den Jahren 1180 und 1230                             | Burgruine                                                                              |      |  |

### Landkreis Landsberg am Lech
| Name                              | Ort                                  | Typ                                                      | Entstehungszeit                                                        | Erhaltungszustand und heutige Nutzung                                                                                           | Bild |  |
| --------------------------------- | ------------------------------------ | -------------------------------------------------------- | ---------------------------------------------------------------------- | --- | ---- |  |
| Burgstall Auf der Burg (Fuchstal) | Fuchstal-Moosmühle                   | Burg                                                     | Hochmittelalterlich                                                    | Abgegangen |      |  |
| Burgstall Burgselberg             | Penzing-Untermühlhausen              | Burg                                                     |                                                                        | Abgegangen, durch Bahnbau teilweise zerstört                                                                                    |      |  |
| Burgstall Denklingen              | Denklingen                           | Burg                                                     | 12. Jhd.                                                               | Abgegangen |      |  |
| Burg Eresing                      | Eresing                              | Wasserburg                                               | 1190 wurde ein dort sitzendes Geschlecht erwähnt                       | Abgegangen |      |  |
| Schloss Greifenberg               | Greifenberg                          | Schloss als Nachfolgebau einer Burg des 13. Jahrhunderts | 13. Jahrhundert (Burg), 1769 nach Brand zum Schloss umgebaut           | Erhalten |      |  |
| Burg Haltenberg                   | Scheuring-Haltenberg                 | Höhenburg                                                | 1260 wurde der Burgadel erstmals erwähnt                               | Burgruine |      |  |
| Schloss Hurlach                   | Hurlach                              | Schloss                                                  | Erbaut um 1610                                                         | Erhalten; heute Schulungs- und Bildungszentrum                                                                                  |      |  |
| Schloss Igling                    | Igling                               | Schloss                                                  | 1215 als Höhenburg, im 17. Jahrhundert schrittweiser Umbau zum Schloss | Erhalten, ab 1970 renoviert, enthält heute eine Schlossgaststätte und den Golfclub Igling                                       |      |  |
| Burgstall Im Bichel               | Fuchstal-Lechsberg                   | Burgstall                                                | Hochmittelalterlich                                                    | Abgegangen |      |  |
| Schloss Kaltenberg                | Geltendorf-Kaltenberg                | Schloss                                                  | 1292 erbaut                                                            | Erhalten, beherbergt einen Teil der Braustätten der König Ludwig Schlossbrauerei. Außerdem finden jährlich „Ritterspiele“ statt |      |  |
| Burgstall Lachen                  | Utting am Ammersee-Lachen            | Burg                                                     |                                                                        | Abgegangen |      |  |
| Burgstall Lechsberg               | Fuchstal-Lechsberg                   | Burg                                                     |                                                                        | Abgegangen |      |  |
| Burgstall Leeder                  | Fuchstal-Leeder                      | Burg                                                     | Hochmittelalterlich                                                    | Abgegangen |      |  |
| Burg Lichtenberg                  | Scheuring-Lichtenberg                | Mittelalterliche Burg bzw. frühneuzeitliches Schloss     | 1354/1687                                                              | 1808 abgetragen |      |  |
| Schloss Martinsbrunn              | Fuchstal-Leeder                      | Schloss                                                  | Frühneuzeitlich                                                        | Abgegangen |      |  |
| Phetine (Burg Landsberg)          | Landsberg am Lech                    | Höhenburg                                                | 1160 von Heinrich dem Löwen                                            | Abgegangen |      |  |
| Burgstall Ödenburg                | Thaining                             | Burg                                                     |                                                                        | Abgegangen |      |  |
| Schloss Pöring                    | Landsberg am Lech-Pitzling           | Schloss                                                  | Im 9. oder 10. Jahrhundert entstanden                                  | Erhalten, heute in Privatbesitz                                                                                                 |      |  |
| Schloss Pürgen                    | Pürgen                               | Hofmarkschloss                                           | spätmittelalterlich bzw. frühneuzeitlich                               | 1835 abgetragen |      |  |
| Burgstall Rauenlechsberg          | Apfeldorf-Rauenlechsberg             | Höhenburg                                                | 1310 erstmals genannt                                                  | Abgegangen |      |  |
| Burgstall Rott                    | Rott                                 | Höhenburg                                                | frühmittelalterlich                                                    | Wall- und Grabenreste, von Kalvarienbergkapelle überbaut                                                                        |      |  |
| Burgstall Sandau                  | Landsberg am Lech-Sandau             | Höhenburg (Turmhügelburg)                                | vermutlich im 12. Jahrhundert entstanden                               | Abgegangen |      |  |
| Burgstall Schatzberg              | Dießen am Ammersee-Ziegelstadl       | Höhenburg                                                |                                                                        | Abgegangen |      |  |
| Burgstall Scheuring               | Scheuring                            | Burg                                                     |                                                                        | Abgegangen, 1795 abgebrochen |      |  |
| Burgstall Schönenberg (Wengen)    | Dießen am Ammersee-Wengen            | Höhenburg                                                |                                                                        | Abgegangen |      |  |
| Abschnittsbefestigung Stoffen     | Pürgen-Stoffen                       | Burg                                                     | frühgeschichtlich sowie hochmittelalterlich                            | Abgegangen |      |  |
| Burgstall Stoffen                 | Pürgen-Stoffen                       | Burg                                                     | Adel wurde zwischen 1099 und dem 14. Jahrhundert genannt               | Abgegangen |      |  |
| Burgstall Stoffersberg            | Igling-Stoffersberg                  | Höhenburg                                                |                                                                        | Abgegangen |      |  |
| Schloss Unterdießen               | Unterdießen                          | Schloss                                                  | Nach einem Brand im Jahr 1589 als Schloss neu aufgebaut                | Erhalten, in Privatbesitz |      |  |
| Burgstall Walleshausen            | Geltendorf-Walleshausen-„Purzelberg“ | Höhenburg (Spornburg)                                    | Hochmittelalterlich                                                    | Abgegangen, mehrere tiefe Gräben erhalten                                                                                       |      |  |
| Burgstall Wengen                  | Dießen am Ammersee-Wengen            | Abschnittsbefestigung                                    |                                                                        | Abgegangen |      |  |
| Burgstall Windach                 | Windach                              | Burg                                                     |                                                                        | Abgegangen |      |  |
| Schloss Windach (Schauenburg)     | Windach                              | Schloss                                                  | 1610 errichtet                                                         | Erhalten, heute Sitz der Verwaltungsgemeinschaft Windach                                                                        |      |  |

### Landkreis Miesbach
| Name                           | Ort                                                                 | Typ                                   | Entstehungszeit                                                                                        | Erhaltungszustand und heutige Nutzung                                                         | Bild |
| ------------------------------ | ------------------------------------------------------------------- | ------------------------------------- | --- | --------------------------------------------------------------------------------------------- | ---- |
| Burgruine Altenwaldeck         | Irschenberg-Niklasreuth                                             | Höhenburg (Spornburg)                 | Vermutlich 12. Jahrhundert, spätestens während des 13. Jahrhunderts Stammsitz der Familie von Waldeck  | Abgegangen, nur sehr wenige Grundmauerreste erhalten                                          |      |
| Turmhügel Beim Kistlerbauern   | Weyarn-Großpienzenau                                                | Niederungsburg (Turmhügelburg)        | Hochmittelalterlich, möglicherweise ursprüngliche Stammburg der Pienzenauer                            | Abgegangen, Turmhügel teilweise erhalten, ein Graben ist heute eingeebnet                     |      |
| Abschnittsbefestigung Biberg   | Valley-Grub-„Biberg“                                                | Abschnittsbefestigung                 | Vor- und frühgeschichtlich                                                                             | Abgegangen                                                                                    |      |
| Abschnittsbefestigung Birg     | Weyarn-Kleinhöhenkirchen-Flur „Weidenstätterholz“                   | Abschnittsbefestigung                 | Bronzezeitlich, urnenfelderzeitlich und hallstattzeitlich sowie frühmittelalterlich                    | Abgegangen                                                                                    |      |
| Burg Ebertshausen              | Gmund am Tegernsee-Gut Kaltenbrunn                                  | Niederungsburg (Turmhügelburg)        | 11. Jahrhundert, vielleicht früher                                                                     | Abgegangen, Grundmauern erkennbar                                                             |      |
| Fentbach-Schanze               | Weyarn-Fentbach                                                     | Oppidum                               | Spätlatènezeitlich                                                                                     | Abgegangen                                                                                    |      |
| Burgstall Grub                 | Valley-Grub-Flur „Im Teufelsgraben“                                 | Höhenburg (Spornburg)                 | Mittelalterlich                                                                                        | Abgegangen                                                                                    |      |
| Burg Hochburg                  | Schliersee-„Weinberg“                                               | Höhenburg (Spornburg)                 | Spätmittelalterlich                                                                                    | Abgegangen                                                                                    |      |
| Burgruine Hohenwaldeck         | Schliersee                                                          | Höhenburg (Spornburg)                 | Ausgehendes 13. Jahrhundert                                                                            | Burgruine                                                                                     |      |
| Burg Kasthub                   | Irschenberg                                                         | Spornburg                             | Vermutlich 13. Jahrhundert                                                                             | Abgegangen, Walle und Gräben noch deutlich sichtbar                                           |      |
| Burgstall Lanzing              | Irschenberg-Lanzing                                                 | Höhenburg (Spornburg)                 | Mittelalterlich                                                                                        | Abgegangen                                                                                    |      |
| Burgstall bei Mayer in der Eck | Gmund am Tegernsee-Mayer in der Eck                                 | Niederungsburg                        | Mittelalterlich                                                                                        | Abgegangen                                                                                    |      |
| Burg Miesbach                  | Miesbach                                                            | Burg                                  | 11./12. Jahrhundert                                                                                    | 1312 zerstört, keine Reste mehr vorhanden, heute befinden sich hier Gebäude des Landratsamtes |      |
| Schloss Miesbach               | Miesbach                                                            | Schloss                               | 1611                                                                                                   | Erhalten, dient heute als Vermessungsamt                                                      |      |
| Burg Parsberg                  | Miesbach-Parsberg                                                   | Höhenburg auf dem Vogelherd           | Vermutlich 10./11. Jahrhundert                                                                         | Abgegangen                                                                                    |      |
| Burg Pienzenau                 | Weyarn-Großpinzenau-Flur „Am Ortgraben“                             | Höhenburg (Spornburg)                 | Vermutlich 11. Jahrhundert als Stammburg der Pienzenauer                                               | Abgegangen, Geländespuren erhalten                                                            |      |
| Burg Poding                    | Hausham-Agatharied                                                  | Höhenburg                             | Vermutlich im hohen Mittelalter                                                                        | Abgegangen, Geländespuren erkennbar                                                           |      |
| Schloss Ringberg               | Kreuth                                                              | Schloss von Herzog Luitpold in Bayern | ab 1912                                                                                                | Erhalten, dient heute als Tagungsstätte der Max-Planck-Gesellschaft (MPG)                     |      |
| Burg Seeham                    | Weyarn-Großseeham, auf einer Insel (Burgstallinsel) im Seehamer See | Niederungsburg (Wasserburg)           | 11. Jahrhundert                                                                                        | Abgegangen                                                                                    |      |
| Turmhügel Sonderdilching       | Weyarn-Sonderdilching                                               | Niederungsburg (Turmhügelburg)        | Mittelalterlich                                                                                        | Abgegangen                                                                                    |      |
| Schloss Tegernsee              | Tegernsee                                                           | Schloss                               | Vormals Kloster, nach der Säkularisation 1823/24 durch König Maximilian I. Joseph als Schloss umgebaut | Erhalten, in Privatbesitz                                                                     |      |
| Burg Valley                    | Valley                                                              | Höhenburg                             | Frühes 12. Jahrhundert                                                                                 | Burgstall                                                                                     |      |
| Altes Schloss Valley           | Valley                                                              | Schloss                               | Spätes 12. Jahrhundert                                                                                 | Verändert erhalten                                                                            |      |
| Neues Schloss Valley           | Valley                                                              | Schloss                               | 1740                                                                                                   | Erhalten                                                                                      |      |
| Schloss Wallenburg             | Miesbach                                                            | Schloss, vorher Höhenburg             | 1270 erstmals erwähnt, vermutlich älter                                                                | Erhalten                                                                                      |      |
| Schloss Watterdorf             | Weyarn-Wattersdorf                                                  | Hofmarkschloss                        | Frühneuzeitlich                                                                                        | Abgegangen                                                                                    |      |
| Burg Weyarn                    | Weyarn                                                              | Höhenburg                             | Hochmittelalterlich                                                                                    | Abgegangen, durch das Kloster Weyarn überbaut                                                 |      |

### Landkreis Mühldorf am Inn
| Name                        | Ort                           | Typ                         | Entstehungszeit | Erhaltungszustand und heutige Nutzung                       | Bild |
| --------------------------- | ----------------------------- | --------------------------- | --- | ----------------------------------------------------------- | ---- |
| Burgstall Dornberg          | Erharting-„Dornberg“          | Höhenburg (Spornburg)       | 12. Jahrhundert | Abgegangen                                                  |      |
| Schloss Guttenburg          | Kraiburg am Inn-Guttenburg    | Schloss                     | um 1285 als Höhenburg, nach der Zerstörung im Bayerischen Krieg wurde die Burg um 1660/70 und im 18. Jahrhundert als Schloss neu errichtet | Erhalten, in Privatbesitz                                   |      |
| Burg Haag                   | Haag in Oberbayern            | Niederungsburg (Wasserburg) | um das Jahr 1200 | Burgruine                                                   |      |
| Schloss Hampersberg         | Gars am Inn-Hampersberg       | Schloss, vormals Wasserburg | | Abgegangen, Schloss 1759 abgebrochen, Stelle heute überbaut |      |
| Burgstall Heldenstein       | Heldenstein                   | Niederungsburg              | 1050 | Abgegangen                                                  |      |
| Schloss Hellsberg           | Niedertaufkirchen-Hellsberg   | Schloss (Hofmarkschloss)    | 1520 | Erhalten                                                    |      |
| Schloss Hofgiebing          | Obertaufkirchen-Hofgiebing    | Schloss (Hofmarkschloss)    | vor 1300 | Abgegangen                                                  |      |
| Schloss Jettenbach          | Jettenbach                    | Schloss                     | Mitte des 12. Jahrhunderts | Verändert erhalten, nach Brand 1855 umgestaltet             |      |
| Burgstall Kraiburg          | Kraiburg am Inn               | Höhenburg                   | 12. Jahrhundert | Abgegangen                                                  |      |
| Burg Megling                | Gars am Inn-Au am Inn         | Höhenburg (Spornburg)       | 12. Jahrhundert | Burgruine                                                   |      |
| Schloss Mühldorf            | Mühldorf am Inn               | Schloss, vorher Burg        | 1257 wurde der Vogtturm, der ehemalige Bergfried, erwähnt                                                                                  | Erhalten, heute Mühldorfer Finanzamt                        |      |
| Burgstall Niederheldenstein | Heldenstein-Niederheldenstein | Höhenburg (Spornburg)       | | Abgegangen                                                  |      |
| Burgstall Palmberg          | Zangberg-Palmberg             | Niederungsburg              | | Abgegangen, heute Stelle der Ortskirche                     |      |
| Schloss Salmanskirchen      | Ampfing-Salmanskirchen        | Schloss                     | Neuzeitlich | Abgegangen, Teile des Schlosses erhalten                    |      |
| Schloss Schwindegg          | Schwindegg                    | Schloss                     | Spätes 12. Jahrhundert | Verändert erhalten, Privatbesitz, Eigentumswohnungen        |      |
| Burgstall Stetten           | Niedertaufkirchen-Stetten     | Höhenburg (Spornburg)       | | Abgegangen                                                  |      |
| Schloss Zangberg            | Zangberg                      | Schloss, vorher Burg        | | Erhalten                                                    |      |

### Landkreis München
| Name                        | Ort                        | Typ                                | Entstehungszeit                                                                           | Erhaltungszustand und heutige Nutzung                                   | Bild |
| --------------------------- | -------------------------- | ---------------------------------- | ----------------------------------------------------------------------------------------- | ----------------------------------------------------------------------- | ---- |
| Burg Grünwald               | Grünwald                   | Höhenburg der Grafen von Andechs   | 12. Jahrhundert                                                                           | Teilweise erhalten                                                      |      |
| Schloss Höhenkirchen        | Höhenkirchen-Siegertsbrunn | Schloss                            | 16./17. Jahrhundert                                                                       |                                                                         |      |
| Schloss Ismaning            | Ismaning                   | Schloss                            | ab 1530                                                                                   | Erhalten, heute das Rathaus der Gemeinde Ismaning                       |      |
| Schloss Planegg             | Planegg                    | Wasserschloss (Hofmarkschloss)     | Vermutlich um 1415–1420 als Burg errichtet, 1737 wurde diese dann zum Schloss umgestaltet | Erhalten                                                                |      |
| → Schloss Lustheim          | Oberschleißheim            | Schloss (Lustschloss)              | ab 1684                                                                                   | Erhalten                                                                |      |
| → Altes Schloss Schleißheim | Oberschleißheim            | Schloss                            | um 1598 als Herrenhaus, ab 1617 Umbau zum Schloss                                         | Erhalten                                                                |      |
| → Neues Schloss Schleißheim | Oberschleißheim            | Schloss des Kurfürsten Max Emanuel | ab 1701                                                                                   | Erhalten                                                                |      |
| Schloss Seeholzen           | Gräfelfing                 | Schloss                            | erstmals 1116 urkundlich erwähnt                                                          | Abgegangen, nach Zerstörungen im Dreißigjährigen Krieg 1701 abgebrochen |      |
| Burg Schwaneck              | Pullach im Isartal         | Privater, moderner Burgbau         | 1843                                                                                      | Erhalten, heute als Jugendbildungsstätte und Jugendherberge genutzt     |      |
| Schloss Laufzorn            | Oberhaching                | Wittelsbachisches Jagdschloss      | 1508–1550                                                                                 | Erhalten, privater Wohnsitz                                             |      |

Siehe auch: Burgställe im Landkreis München

### Landkreis Neuburg-Schrobenhausen
| Name                    | Ort                         | Typ                                                   | Entstehungszeit                                                                                                 | Erhaltungszustand und heutige Nutzung                        | Bild |  |
| ----------------------- | --------------------------- | ----------------------------------------------------- | --- | ------------------------------------------------------------ | ---- |  |
| Alte Burg               | Oberhausen-Beutmühle        | Höhenburg (Hangburg)                                  | Ende des 10. Jahrhunderts                                                                                       | Burgruine mit einigen Mauerresten                            |      |  |
| Schloss Bertoldsheim    | Rennertshofen-Bertoldsheim  | Schloss als Nachfolgebau einer Burg                   | vermutlich 13. Jahrhundert                                                                                      | Erhalten, in Privatbesitz                                    |      |  |
| Jagdschloss Grünau      | Neuburg an der Donau-Grünau | Jagdschloss (Wasserschloss)                           | 1530 bis 1555                                                                                                   | Erhalten, im Schloss finden kulturelle Veranstaltungen statt |      |  |
| Burg Hütting            | Rennertshofen-Hütting       | Höhenburg (Spornburg)                                 | um 1060 von den Grafen von Lechsgemünd                                                                          | Burgruine in eindrucksvoller Lage                            |      |  |
| Kaiserburg              | Oberhausen                  | Höhenburg (Spornburg)                                 | vermutlich 1197 als Reichsburg                                                                                  | Burgruine auf dem Ulrichsberg                                |      |  |
| Burgstall Lorenziberg   | Ehekirchen-Schönesberg      | Höhenburg (Gipfelburg)                                | | Abgegangen                                                   |      |  |
| Schloss Neuburg         | Neuburg an der Donau        | Stadtschloss (Residenz), vorher Burg                  | Frühmittelalter, ab 1527 Umbau zu einem Renaissance-Schloss des Pfalzgrafen Ottheinrich                         | Erhalten, beherbergt mehrere Museen                          |      |  |
| Burgstall Reichbühl     | Ehekirchen-Walda            | Höhenburg (Spornburg)                                 | | Abgegangen                                                   |      |  |
| Schloss Rohrenfels      | Rohrenfels                  | Schloss (Hofmarkschloss)                              | nach 1618 | Erhalten                                                     |      |  |
| Turmhügel Rohrenfels    | Rohrenfels                  | Turmhügelburg im Schlossgarten von Schloss Rohrenfels | | Abgegangen, Turmhügel erhalten                               |      |  |
| Wasserschloss Sandizell | Schrobenhausen-Sandizell    | Wasserschloss                                         | 1464 wird eine Befestigung erwähnt, um 1580 als Schloss ausgebaut. Zwischen 1749 und 1755 nochmal neu aufgebaut | Erhalten, in Privatnutzung                                   |      |  |
| Burgstall Sattelberg    | Gachenbach-Sattelberg       | Wasserschloss                                         | | Abgegangen                                                   |      |  |
| Schloss Schenkenau      | Waidhofen-Schenkenau        | Wasserschloss (Hofmarkschloss)                        | Zwischen 1109 und 1135 erbaut, 1632 zerstört, bis 1700 wiederaufgebaut und 1812 bis 1815 abgebrochen            | Abgegangen                                                   |      |  |
| Schloss Schrobenhausen  | Schrobenhausen              | Pflegschloss (Stadtschloss), vorher Burg              | 12. Jahrhundert                                                                                                 | Erhalten, 1912 durch Umbau verändert                         |      |  |
| Schloss Sinning         | Sinning                     | Mittelalter                                           | 1730 Umbau mit großen Veränderungen                                                                             | Baufällig, in Privatnutzung                                  |      |  |
| Burgstall Steingriff    | Schrobenhausen-Steingriff   | Niederungsburg                                        | | Abgegangen, heute von der Ortskirche überbaut                |      |  |
| Schloss Steingriff      | Schrobenhausen-Steingriff   | Schloss                                               | Frühneuzeitlich                                                                                                 |                                                              |      |  |
| Schloss Stepperg        | Rennertshofen-Stepperg      | Schloss, vorher Burg                                  | | Erhalten, in Privatbesitz. Nicht zugänglich                  |      |  |
| Burgstall Waidhofen     | Waidhofen                   | Niederungsburg (Wasserburg)                           | | Abgegangen                                                   |      |  |
| Burgstall Walda         | Ehekirchen-Walda            | Niederungsburg                                        | | Abgegangen                                                   |      |  |
| Burgstall Weichering    | Weichering                  | Niederungsburg (Wasserburg)                           | | Abgegangen, heute teilweise durch einen Bauernhof überbaut   |      |  |

### Landkreis Pfaffenhofen an der Ilm
| Name                                  | Ort                                                                     | Typ                                             | Entstehungszeit                                                                                             | Erhaltungszustand und heutige Nutzung                                                    | Bild |
| ------------------------------------- | ----------------------------------------------------------------------- | ----------------------------------------------- | --- | ---------------------------------------------------------------------------------------- | ---- |
| Burgstall Affalterbach                | Pfaffenhofen an der Ilm-Affalterbach                                    | Niederungsburg                                  | Mittelalterlich                                                                                             | Abgegangen                                                                               |      |
| Schloss Buchersried                   | Rohrbach-Buchersried                                                    | Schloss, zuvor Burg                             | Mittelalterlich                                                                                             | Abgegangen                                                                               |      |
| Burgstall Burggraben                  | Pfaffenhofen an der Ilm-Uttenhofen-„Burgberg“                           | Höhenburg                                       | Mittelalterlich                                                                                             | Abgegangen                                                                               |      |
| Schloss Burgstall                     | Wolnzach-Burgstall                                                      | Schloss, zuvor Burg                             | Mittelalterlich                                                                                             | Abgegangen                                                                               |      |
| Abschnittsbefestigung Dünzing         | Vohburg an der Donau-Dünzing-„Schlossberg“                              | Abschnittsbefestigung                           | Mittelalterlich                                                                                             | Abgegangen                                                                               |      |
| Schloss Englmannsberg                 | Hohenwart-Englmannsberg                                                 | Schloss                                         | 15./16. Jahrhundert                                                                                         | Erhalten                                                                                 |      |
| Abschnittsbefestigung Entrischenbrunn | Hettenshausen-Entrischenbrunn                                           | Abschnittsbefestigung                           | Mittelalterlich                                                                                             | Abgegangen                                                                               |      |
| Burgstall Eschelbach                  | Wolnzach-Eschelbach an der Ilm                                          | Höhenburg                                       | Mittelalterlich                                                                                             | Abgegangen, auf dem Burggelände befindet sich heute die sogenannte Brandkapelle          |      |
| Schloss Euernbach                     | Scheyern-Euernbach                                                      | Schloss                                         | Mittelalterlich                                                                                             | Erhalten                                                                                 |      |
| Schloss Freinhausen                   | Hohenwart-Freinhausen                                                   | Schloss                                         | Mittelalterlich                                                                                             | Abgegangen                                                                               |      |
| Burgstall Göbelsbach                  | Pfaffenhofen an der Ilm-Göbelsbach                                      | Niederungsburg                                  | Mittelalterlich                                                                                             | Abgegangen                                                                               |      |
| Turmhügel Grünthal                    | Jetzendorf-Grünthal                                                     | Niederungsburg (Turmhügelburg)                  | Mittelalterlich                                                                                             | Abgegangen                                                                               |      |
| Burgstall im Haberhölzel I            | Wolnzach-Eschelbach an der Ilm-Waldflur „Haberhölzel“                   | Höhenburg                                       | Mittelalterlich                                                                                             | Abgegangen                                                                               |      |
| Burgstall im Haberhölzel II           | Wolnzach-Eschelbach an der Ilm-Waldflur „Haberhölzel“                   | Höhenburg                                       | Mittelalterlich                                                                                             | Abgegangen                                                                               |      |
| Burgstall Haimpertshofen              | Pfaffenhofen an der Ilm-Haimpertshofen                                  | Niederungsburg                                  | Mittelalterlich                                                                                             | Abgegangen                                                                               |      |
| Burgstall Haushausen                  | Wolnzach-Haushausen-„Schlossberg“                                       | Höhenburg                                       | Mittelalterlich                                                                                             | Abgegangen                                                                               |      |
| Burgstall Hirschhausen                | Schweitenkirchen-Hirschhausen, 440 Meter nordnordöstlich der Ortskirche | Höhenburg                                       | Mittelalterlich                                                                                             | Abgegangen                                                                               |      |
| Burg Hohenwart                        | Hohenwart-Kloster Hohenwart                                             | Höhenburg                                       | Mittelalterlich                                                                                             | Abgegangen, durch das Kloster überbaut                                                   |      |
| Schloss Jetzendorf                    | Jetzendorf                                                              | Schloss, vorher Höhenburg                       | 12./13. Jahrhundert, während des 17. Jahrhunderts Ausbau zum Schloss                                        | Größtenteils erhalten, in Privatnutzung                                                  |      |
| Burgstall Königsfeld                  | Wolnzach-Königsfeld, 565 Meter nördlich der Ortskirche                  | Niederungsburg                                  | Mittelalterlich                                                                                             | Abgegangen                                                                               |      |
| Turmhügel Lindhof                     | Jetzendorf-Lindhof                                                      | Niederungsburg (Turmhügelburg)                  | Mittelalterlich                                                                                             | Abgegangen                                                                               |      |
| Abschnittsbefestigung Obermettenbach  | Geisenfeld-Obermettenbach                                               | Abschnittsbefestigung                           | Frühmittelalterlich                                                                                         | Abgegangen                                                                               |      |
| Burg Pfaffenhofen                     | Pfaffenhofen an der Ilm                                                 | Niederungsburg                                  | Mittelalterlich                                                                                             | Abgegangen                                                                               |      |
| Schloss Reichertshausen               | Reichertshausen                                                         | Wasserschloss als Nachfolgebau einer Wasserburg | 779 erstmals erwähnt                                                                                        | Erhalten, in Privatbesitz. Kann teilweise gemietet werden                                |      |
| Schloss Reichertshofen                | Reichertshofen                                                          | Schloss                                         | Mittelalterlich                                                                                             | Teilweise erhalten                                                                       |      |
| → Schloss Ritterswörth                | Ritterswörth                                                            | Schloss                                         | Mittelalterlich                                                                                             | Abgegangen                                                                               |      |
| Burg Rohrbach                         | Rohrbach-„Turmberg“                                                     | Höhenburg (Gipfellage)                          | Während des 11. Jahrhunderts wurde Rohrbacher Adel erwähnt                                                  | Abgegangen                                                                               |      |
| Schloss Rohrbach                      | Rohrbach                                                                | Schloss                                         | Während des 11. Jahrhunderts wurde Rohrbacher Adel erwähnt, dieser saß wohl auf einer Burg auf dem Turmberg | Erhalten, in Privatbesitz                                                                |      |
| Burg Rottenegg                        | Geisenfeld-Rottenegg                                                    | Höhenburg (Hügelburg)                           | Mittelalterlich                                                                                             | Abgegangen, auf dem Burggelände befindet sich heute die katholische Bergkirche Hl. Kreuz |      |
| Burgstall Schabenberg                 | Scheyern-Öd                                                             | Hohenburg                                       | Mittelalterlich                                                                                             | Abgegangen                                                                               |      |
| → Burg Scheyern                       | Scheyern                                                                | Höhenburg der Grafen von Wittelsbach            | 11. oder 12. Jahrhundert                                                                                    | Abgegangen, in ein Kloster umgewandelt                                                   |      |
| Burgstall Schillwitzhausen            | Geisenfeld-Schillwitzhausen                                             | Niederungsburg                                  | Hochmittelalterlich                                                                                         | Abgegangen                                                                               |      |
| Abschnittsbefestigung Schlossberg     | Geisenfeld-Kolmhof-„Schlossberg“                                        | Abschnittsbefestigung                           | Vor- und frühgeschichtlich                                                                                  | Abgegangen                                                                               |      |
| Burgstall Schlossberg                 | Hettenshausen-Entrischenbrunn-„Schlossberg“                             | Höhenburg                                       | Mittelalterlich                                                                                             | Abgegangen                                                                               |      |
| Burgstall Schlossberg                 | Wolnzach-Haushausen-„Schlossberg“                                       | Höhenburg                                       | Mittelalterlich                                                                                             | Abgegangen                                                                               |      |
| Ringwall Schlossgarten                | Gerolsbach-Kohlstatt-Waldflur „Schlossgarten“                           | Ringwall                                        | Mittelalterlich                                                                                             | Abgegangen                                                                               |      |
| Burgstall Schlott                     | Hohenwart-Schlott, 600 Meter nordnordwestlich der Ortskirche            | Niederungsburg                                  | Mittelalterlich                                                                                             | Abgegangen                                                                               |      |
| Burgstall Singenbach                  | Gerolsbach-Singenbach                                                   | Höhenburg                                       | Mittelalterlich                                                                                             | Abgegangen                                                                               |      |
| Schloss Singenbach                    | Gerolsbach-Singenbach                                                   | Schloss                                         | Erste Hälfte 16. Jahrhundert                                                                                | Erhalten                                                                                 |      |
| Burgstall Starkertshofen              | Reichertshofen-Starkertshofen                                           | Höhenburg                                       | Mittelalterlich                                                                                             | Abgegangen, durch das Kloster überbaut                                                   |      |
| Wasserschloss Starzhausen             | Wolnzach-Starzhausen                                                    | Wasserschloss                                   | Mittelalterlich                                                                                             | Erhalten, aber in Verfall begriffen                                                      |      |
| Schloss Stockau                       | Reichertshofen-Altstockau                                               | Schloss                                         | 1572 | Abgegangen                                                                               |      |
| Burg Vohburg                          | Vohburg an der Donau                                                    | Höhenburg (Hügelburg)                           | Ende des 10. Jahrhunderts                                                                                   | Burgruine innerhalb des Altortes von Vohburg                                             |      |
| Burgstall Volkersdorf                 | Jetzendorf-Volkersdorf                                                  | Niederungsburg                                  | Mittelalterlich                                                                                             | Abgegangen                                                                               |      |
| Schloss Wolnzach                      | Wolnzach                                                                | Wasserschloss, zuvor Burg                       | Mittelalterlich                                                                                             | Abgegangen                                                                               |      |

### Landkreis Rosenheim
| Name                               | Ort                                                                  | Typ                                                      | Entstehungszeit                                                                             | Erhaltungszustand und heutige Nutzung                                                                                   | Bild |
| ---------------------------------- | -------------------------------------------------------------------- | -------------------------------------------------------- | ------------------------------------------------------------------------------------------- | --- | ---- |
| Burgstall Achatzberg               | Wasserburg am Inn-„Achatiusberg“                                     | Höhenburg (Spornburg)                                    | Hochmittelalterlich                                                                         | Abgegangen |      |
| Schloss Aibling                    | Bad Aibling                                                          | Schloss, vorher Burg                                     | 9. Jhd.                                                                                     | Größtenteils erhalten, bis 2013 Amtsgericht                                                                             |      |
| Burgstall Aibling                  | Bad Aibling                                                          | Burg (Königspfalz)                                       |                                                                                             | Abgegangen |      |
| Turmhügel Albaching                | Albaching                                                            | Wasserburg (Turmhügelburg)                               | Mittelalterlich                                                                             | Abgegangen, der Weiher mit dem Burghügel ist noch sichtbar                                                              |      |
| Burgstall Altenburg                | Brannenburg-Altenburg                                                | Höhenburg (Spornburg)                                    | Mittelalterlich                                                                             | Abgegangen |      |
| Schloss Altenburg                  | Feldkirchen-Westerham-Altenburg                                      | Schloss, unbekannte Vorgängerbauten                      | Mitte 16. Jahrhundert, 1879 Neu aufgebaut                                                   | Erhalten |      |
| Burgruine Althaus (Altenstein)     | Neubeuern-Althaus                                                    | Höhenburg (Spornburg)                                    | um 1130                                                                                     | Burgruine mit wenigen Resten, 1604 abgebrannt                                                                           |      |
| Schloss Amerang                    | Amerang                                                              | Burgschloss, zuvor mittelalterliche Burganlage           | 1072 erstmals erwähnt, 1530 zum Schloss ausgebaut                                           | Erhalten |      |
| Herrensitz Apfeldrach              | Chiemsee-Insel Herrenchiemsee, Flur „Leite“                          | Herrensitz                                               | Spätmittelalterlich                                                                         | Abgegangen |      |
| Auerburg                           | Oberaudorf                                                           | Höhenburg (Spornburg)                                    | 12. Jahrhundert                                                                             | Burgruine |      |
| Burgstall Bachmehring              | Eiselfing-Bachmehring                                                | Niederungsburg (Wasserburg)                              | Mittelalterlich                                                                             | Abgegangen |      |
| Schloss Brandstätt                 | Edling-Brandstätt                                                    | Schloss                                                  | Frühneuzeitlich                                                                             | Erhalten |      |
| Schloss Brannenburg                | Brannenburg-Antritt                                                  | Schloss, vorher Burg                                     |                                                                                             | Erhalten, beherbergt heute eine Schule                                                                                  |      |
| Burgstall Daburg                   | Edling-Daburg                                                        | Niederungsburg                                           | hochmittelalterlich                                                                         | Abgegangen |      |
| Burgstall Daim                     | Soyen-Daim                                                           | Höhenburg                                                |                                                                                             | Abgegangen |      |
| Burgstall Dürnstein                | Eiselfing-Hausmehring                                                | Höhenburg (Spornburg)                                    | Mittelalterlich                                                                             | Abgegangen |      |
| Burg Ober-Falkenstein (Rachelburg) | Flintsbach am Inn                                                    | Höhenburg (Gipfelburg)                                   | Erstmals im Jahre 1120 erwähnt                                                              | Abgegangen, 1296 zerstört, nur noch sehr wenige Mauerreste erhalten                                                     |      |
| Burg Unter-Falkenstein             | Flintsbach am Inn                                                    | Höhenburg (Spornburg)                                    | Vermutlich im 13. Jahrhundert von den Sigbotonen errichtet                                  | Burgruine, der bewohnte Bergfried ist erhalten                                                                          |      |
| Schloss Farnach                    | Riedering-Farnach                                                    | Schloss, vorher Burg                                     | 12. Jahrhundert, 1475 in ein Burgschloss umgewandelt, zum Schloss ab dem Jahr 1700 umgebaut | Erhalten |      |
| Turmhügel Feldkirchen              | Feldkirchen-Westerham, 900 Meter ostsüdöstlich der Ortskirche        | Höhenburg (Turmhügelburg)                                | Mittelalterlich                                                                             | Abgegangen |      |
| Turmhügel Fellerer Berg            | Frasdorf-Ebnat, 790 Meter östlich vom Ort                            | Niederungsburg (Turmhügelburg)                           | Hoch- oder spätmittelalterlich                                                              | Abgegangen |      |
| Schloss Forchtenegg                | Halfing-Graben                                                       | Höhenburg, später Schloss                                | 14. Jahrhundert, Umbau zum Schloss während des 18. Jahrhunderts                             | Abgegangen, im 19. Jahrhundert abgebrannt                                                                               |      |
| Burgstall Geiereck                 | Griesstätt-Geiereck                                                  | Höhenburg (Spornburg)                                    | Spätmittelalterlich                                                                         | Abgegangen |      |
| Burgstall Gschlößl                 | Bad Feilnbach-Kutterling                                             | Höhenburg (Hangburg)                                     | Mittelalterlich                                                                             | Abgegangen |      |
| Schloss Hart                       | Edling-Hart                                                          | Schloss                                                  | Um 1640                                                                                     | Erhalten |      |
| Schloss Hartmannsberg              | Bad Endorf-Hartmannsberg                                             | Schloss, zuvor Wasserburg                                | 1166 erwähnt                                                                                | Erhalten, heute im Eigentum des Landkreises Rosenheim                                                                   |      |
| Burgstall Haunpold                 | Bruckmühl-„Berghamer Leite“                                          | Höhenburg der Herren von Haunpold                        | 12. Jhd.                                                                                    | Abgegangen |      |
| Altes Schloss Herrenchiemsee       | Chiemsee                                                             | Schloss, zuvor Kloster                                   | 1802                                                                                        | Erhalten |      |
| Neues Schloss Herrenchiemsee       | Chiemsee                                                             | Schloss von König Ludwig II.                             | Ab 1878 bis 1886                                                                            | Erhalten, für die Öffentlichkeit zugänglich, beherbergt das König Ludwig II.-Museum                                     |      |
| Ringwall Herrenwörth               | Chiemsee-Insel Herrenchiemsee                                        | Ringwall                                                 | Vor- und frühgeschichtlich                                                                  | Abgegangen |      |
| Burgstall Hirnsberg                | Hirnsberg                                                            | Höhenburg (Spornburg) der Hirnsberger                    | Zweite Hälfte des 13. Jahrhunderts                                                          | Abgegangen |      |
| Schloss Hohenaschau                | Aschau im Chiemgau                                                   | Burgschloss, zuvor Höhenburg (Ringburg)                  | Ab dem letzten Drittel des 12. Jahrhunderts, zwischen 1540 und 1561 zum Schloss ausgebaut   | Erhalten, heute im Besitz der Bundesrepublik Deutschland, teilweise vermietet                                           |      |
| Burgruine Hohenburg                | Soyen-Hohenburg                                                      | Höhenburg (Spornlage)                                    | 12. Jhd.                                                                                    | Abgegangen, nach der Zerstörung im Dreißigjährigen Krieg wiederhergestellt, im 19. Jahrhundert dann gänzlich abgetragen |      |
| Schloss Höhenrain                  | Feldkirchen-Westerham-Großhöhenrain                                  | Schloss mit unbekannten Vorgängerbauten                  | um 1000                                                                                     | Erhalten |      |
| Burg Holnstain                     | Bruckmühl                                                            | Ritterburg                                               | 1142                                                                                        | Abgegangen, Burghügel noch sichtbar                                                                                     |      |
| Burgstall Holzhausen               | Griesstätt-Holzhausen                                                | Höhenburg (Spornburg)                                    |                                                                                             | Abgegangen |      |
| Burg Kirnstein                     | Flintsbach am Inn-Kirnstein                                          | Höhenburg (Spornburg) der Herren von Neuburg-Falkenstein | 12. Jahrhundert                                                                             | Burgruine, zerstört im Landshuter Erbfolgekrieg 1504                                                                    |      |
| Burg Klammenstein                  | Nußdorf am Inn                                                       | Höhenburg (Spornburg)                                    | 12. Jahrhundert                                                                             | Abgegangen, Zerstört im Landshuter Erbfolgekrieg 1504                                                                   |      |
| Schloss Kling                      | Babensham-Kling                                                      | Pflegschloss (Wasserschloss), vorher Burg                | Anfang des 12. Jahrhunderts                                                                 | Schlossruine |      |
| Burgstall Königswart               | Soyen-Königswart                                                     | Höhenburg (Spornburg)                                    | 12. Jahrhundert                                                                             | Abgegangen, im 19. Jahrhundert abgetragen                                                                               |      |
| Burgstall Kraxlburg                | Feldkirchen-Westerham-Westerham                                      | Höhenburg (Spornburg)                                    |                                                                                             | Abgegangen |      |
| Burgstall Laiming                  | Griesstätt-Laiming                                                   | Höhenburg (Spornburg)                                    | 1347 erwähnt                                                                                | Abgegangen |      |
| Burgstall Leederstuben             | Frasdorf-Lederstube                                                  | Höhenburg (Spornburg)                                    | Hoch- oder spätmittelalterlich                                                              | Abgegangen |      |
| Burgstall Lintburg                 | Wasserburg am Inn-Limburg                                            | Höhenburg                                                | 12. Jhd.                                                                                    | Abgegangen |      |
| Burgstall Litzldorf                | Bad Feilnbach-Litzldorf, 500 Meter südlich der Ortskirche            | Höhenburg (Spornburg)                                    | Mittelalterlich                                                                             | Abgegangen |      |
| Schloss Loibersdorf                | Babensham-Kirchloibersdorf                                           | Schloss                                                  | Frühneuzeitlich                                                                             | Erhalten |      |
| Höhlenburg Luegstein (Grafenloch)  | Oberaudorf-Mühlberg-„Luegsteinwand“                                  | Höhlenburg, möglicherweise Vorgängeranlage der Auerburg  | 11. Jahrhundert                                                                             | Burgruine, einige Mauerreste erhalten                                                                                   |      |
| Schloss Maxhofen (Einhofen)        | Bruckmühl-Maxhofen                                                   | Schloss                                                  | 17. Jahrhundert                                                                             | Erhalten, heute im Besitz der Stadt München, beherbergt ein Landschulheim                                               |      |
| Schloss Maxlrain                   | Tuntenhausen-Maxlrain                                                | Schloss, zuvor Burg des 9. Jahrhunderts                  | 9. Jahrhundert, zwischen 1582 und 1585 Umbau zum Schloss                                    | Erhalten, in Privatbesitz                                                                                               |      |
| Burgstall Mooseck                  | Brannenburg-Mooseck                                                  | Wasserburg                                               | 1388 erwähnt                                                                                | Ab dem 18. Jahrhundert verfallen                                                                                        |      |
| Schloss Neubeuern                  | Neubeuern                                                            | Schloss anstelle einer Höhenburg                         | 12. Jahrhundert                                                                             | Erhalten, beherbergt heute eine Schule                                                                                  |      |
| Burgstall Neuburg                  | Feldkirchen-Westerham-Vagen                                          | Höhenburg (Spornburg), Stammburg der Grafen von Neuburg  | 12. Jahrhundert                                                                             | Abgegangen |      |
| Abschnittsbefestigung Niederwall   | Riedering-Niederwall, 660 Meter östlich vom Ort                      | Abschnittsbefestigung                                    | Mittelalterlich                                                                             | Abgegangen |      |
| Burgstall Oberreit                 | Feldkirchen-Westerham-Oberreit-Flur „Lehenholz“                      | Höhenburg (Gipfelburg)                                   | Mittelalterlich                                                                             | Abgegangen |      |
| Schloss Penzing                    | Babensham-Penzing                                                    | Schloss                                                  | 15. Jahrhundert, während des 19. Jahrhunderts umgestaltet                                   | Erhalten |      |
| Schloss Prantseck                  | Bad Aibling                                                          | Stadtschloss                                             | 16. Jahrhundert                                                                             | Verändert erhalten |      |
| Schloss Prantshausen               | Bad Aibling                                                          | Stadtschloss                                             |                                                                                             | Erhalten, heute ein Hotel                                                                                               |      |
| Schloss Pullach                    | Kolbermoor-Pullach                                                   | Wasserschloss, zuvor Burg                                |                                                                                             | Erhalten |      |
| Burgstall Ramerberg                | Ramerberg-Berg                                                       | Höhenburg (Spornburg)                                    | Mittelalterlich                                                                             | Abgegangen |      |
| Burg Ramsau                        | Nußdorf am Inn-Ramsau                                                | Höhenburg (Spornburg)                                    | 12. Jahrhundert                                                                             | Abgegangen, Zerstört im Landshuter Erbfolgekrieg 1504                                                                   |      |
| Burgstall Reitberg                 | Ramerberg-Reitberg                                                   | Niederungsburg (Wasserburg)                              | Mittelalterlich                                                                             | Abgegangen |      |
| Burgstall Riedering                | Riedering-Persdorf, 670 Meter südlich vom Ort                        | Höhenburg (Spornburg)                                    | Mittelalterlich                                                                             | Abgegangen |      |
| Burgstall Ringburg                 | Prien am Chiemsee-Siegharting                                        | Höhenburg (Spornburg)                                    | Mittelalterlich                                                                             | Abgegangen |      |
| Burg Rosenheim                     | Stephanskirchen-Schloßberg                                           | Höhenburg (Spornburg)                                    | 1237 erstmals genannt                                                                       | Abgegangen |      |
| Schloss Schechen                   | Schechen                                                             | Schloss                                                  | Zweite Hälfte des 16. Jahrhunderts                                                          | Erhalten, heute Rathaus                                                                                                 |      |
| Burgruine Speckerturm              | Bad Endorf-Hirnsberg                                                 | Höhenburg (Spornburg)                                    | 12. Jahrhundert                                                                             | Burgruine, teile eines Wohnturmes erhalten                                                                              |      |
| Burgstall Sternegg                 | Feldkirchen-Westerham-Sterneck                                       | Höhenburg (Spornburg)                                    |                                                                                             | Abgegangen |      |
| Stiegelburg                        | Bruckmühl-Unterstaudhausen                                           | Höhenburg (Spornburg)                                    | Mittelalterlich                                                                             | Abgegangen |      |
| Burgstall Stöbersberg              | Rott am Inn-Stöbersberg                                              | Höhenburg                                                | Hochmittelalterlich                                                                         | Abgegangen |      |
| Burgstall Unterübermoos            | Pfaffing-Unterübermoos                                               | Höhenburg (Spornburg)                                    |                                                                                             | Abgegangen |      |
| Neues Schloss Urfahrn              | Oberaudorf-Reisach                                                   | Schloss, zuvor Wasserburg                                | 1721/27 errichtet                                                                           | Größtenteils erhalten                                                                                                   |      |
| Altes Schloss Urfahrn              | Oberaudorf-Reisach                                                   | Schloss, zuvor Wasserburg                                | 15. Jhd.                                                                                    | Größtenteils erhalten                                                                                                   |      |
| Schloss Vagen                      | Feldkirchen-Westerham-Vagen                                          | Schloss                                                  | 18. Jahrhundert                                                                             | Erhalten |      |
| Burgstall Veerberg                 | Schechen-Friesing-Friesinger Mühle                                   | Höhenburg (Spornburg)                                    | Mittelalterlich                                                                             | Abgegangen |      |
| Schloss Vogtareuth                 | Vogtareuth-Friesinger Mühle                                          | Schloss                                                  | erbaut im 16. Jahrhundert, wieder errichtet im 18. Jahrhundert                              | Erhalten |      |
| Burg Wasserburg                    | Wasserburg am Inn                                                    | Burgschloss, früher Wasserburg                           | 12. Jahrhundert                                                                             | Erhalten, heute befinden sich in dem Schloss ein Teil des Vermessungsamtes und ein Seniorenheim                         |      |
| Burgstall Wasserburg               | Wasserburg am Inn, über der Einmündung des Kobler Grabens in den Inn | Höhenburg (Spornburg)                                    | Mittelalterlich                                                                             | Abgegangen |      |
| Schloss Warnbach                   | Griesstätt-Warnbach                                                  | Schloss (Hofmarkschloss), zuvor Höhenburg                |                                                                                             | Abgegangen |      |
| Schloss Weikertsham                | Wasserburg am Inn-Weikertsham                                        | Schloss                                                  | Mitte 16. Jahrhundert                                                                       | Erhalten |      |
| Schloss Wildenwart                 | Frasdorf-Wildenwart                                                  | Schloss, vorher Burg                                     | ab 1165 genannt, im 16. Jahrhundert Umbau zum Schloss                                       | Erhalten |      |
| Burgstall Wilpasing                | Bad Aibling-Wilpasing                                                | Niederungsburg (Wasserburg)                              |                                                                                             | Abgegangen |      |
| Burgstall Zaisering                | Vogtareuth-Zaisering, nördlich der Kläranlage                        | Höhenburg (Spornburg)                                    | Mittelalterlich                                                                             | Abgegangen |      |
| Schloss Zellerreit                 | Ramerberg-Zellerreit                                                 | Schloss                                                  | Zweite Hälfte 16. Jahrhundert                                                               | Erhalten |      |
| Burgstall Zickenburg               | Bad Endorf-Hartmannsberg                                             | Höhenburg (Spornburg)                                    |                                                                                             | Abgegangen |      |
| Burgstall Zinnenburg               | Bad Endorf-Hartmannsberg                                             | Höhenburg (Spornburg)                                    |                                                                                             | Abgegangen |      |

### Landkreis Starnberg
| Name                               | Ort                                                                                       | Typ                                                        | Entstehungszeit                                                                 | Erhaltungszustand und heutige Nutzung                                             | Bild |
| ---------------------------------- | ----------------------------------------------------------------------------------------- | ---------------------------------------------------------- | ------------------------------------------------------------------------------- | --------------------------------------------------------------------------------- | ---- |
| Schloss Allmannshausen             | Berg-Allmannshausen                                                                       | Schloss                                                    | 1696                                                                            | Erhalten                                                                          |      |
| Abschnittsbefestigung Andechs      | Andechs-Erling-„Klosterleite“                                                             | Abschnittsbefestigung                                      | Frühmittelalterlich                                                             | Abgegangen, Wälle erhalten                                                        |      |
| Burg Andechs                       | Andechs-Kloster Andechs                                                                   | Höhenburg                                                  | Mitte des 12. Jahrhunderts                                                      | Abgegangen, heute Platz des Klosters                                              |      |
| Burgstall Andechs                  | Andechs-Erling-Flur „Kiental“                                                             | Höhenburg (Spornburg)                                      | Mittelalterlich                                                                 | Abgegangen                                                                        |      |
| Burgstall Bachhausen               | Berg-Bachhausen                                                                           | Niederungsburg (Hügelburg)                                 | Mittelalterlich                                                                 | Abgegangen                                                                        |      |
| Schloss Bachhausen                 | Berg-Bachhausen                                                                           | Schloss (Hofmarkschloss)                                   |                                                                                 | Zwischen 1781 und 1786 abgebrochen                                                |      |
| Schloss Berg                       | Berg                                                                                      | Schloss                                                    | Ab 1676                                                                         | Verändert erhalten, 1849 bis 1851 umgebaut                                        |      |
| Burgstall Burgselberg              | Wörthsee-Steinebach am Wörthsee-„Burgstafelberg“                                          | Höhenburg (Spornburg)                                      | Hochmittelalterlich                                                             | Abgegangen                                                                        |      |
| → Schloss Delling                  | Seefeld-Delling                                                                           | Schloss (Hofmarkschloss), vorher Burg                      | 13. Jahrhundert, später zum Schloss ausgebaut                                   | 1790 abgebrochen                                                                  |      |
| Schloss Farchach                   | Berg-Farchach                                                                             | Schloss (Hofmarkschloss)                                   | frühe Neuzeit                                                                   | vor 1800 abgegangen                                                               |      |
| Schloss Feldafing                  | Feldafing                                                                                 | Geplantes aber nicht vollendetes Schloss für Max II.       | 19. Jahrhundert                                                                 | Der Bau wurde 1864 eingestellt, es sind Fundamente und ein Kellergewölbe erhalten |      |
| Schloss Fußberg                    | Gauting                                                                                   | Schloss (Hofmarkschloss), Vorgängerbau war eine Wasserburg | 12. Jahrhundert                                                                 | Verändert erhalten                                                                |      |
| Schloss Garatshausen               | Feldafing-Garatshausen                                                                    | Schloss (Hofmarkschloss)                                   | 16. Jahrhundert                                                                 | Erhalten                                                                          |      |
| Burgstall Karlsburg                | Starnberg-Mühlthal                                                                        | Höhenburg (Spornburg)                                      | 1114/23 wurde erstmals der Burgadel erwähnt                                     | Abgegangen, vermutlich 1313 zerstört                                              |      |
| Schloss Kempfenhausen              | Berg-Kempfenhausen                                                                        | Schloss, vorher Herrenhaus                                 | Errichtet zwischen 1515 und 1520                                                | Erhalten, mehrmalige Umbauten                                                     |      |
| → Schloss Königswiesen             | Gauting                                                                                   | Schloss (Hofmarkschloss)                                   | 1507                                                                            | um 1864 abgebrochen                                                               |      |
| Hofmarkschloss Krailling           | Krailling                                                                                 | Schloss (Hofmarkschloss)                                   | Errichtet zwischen 1534 und 1560                                                | 1813 abgebrochen                                                                  |      |
| Schloss Leutstetten                | Starnberg-Leutstetten                                                                     | Schloss                                                    | 1565                                                                            | Erhalten, Schloss und Park sind der Öffentlichkeit nicht zugänglich               |      |
| Turmhügel Leutstetten              | Starnberg-Leutstetten-„Schönberg“                                                         | Höhenburg (Turmhügelburg)                                  | Mittelalterlich                                                                 | Abgegangen                                                                        |      |
| Herrensitz Mörlbach                | Berg-Mörlbach                                                                             | Herrensitz                                                 |                                                                                 | Erhalten                                                                          |      |
| → Schloss Mühlfeld                 | Herrsching am Ammersee-Mühlfeld                                                           | Schloss vermutlich von Herzog Albrecht V. erbaut           | Mitte des 16. Jahrhunderts                                                      | Erhalten                                                                          |      |
| Schloss Possenhofen                | Pöcking-Possenhofen                                                                       | Schloss (Hofmarkschloss)                                   | 1536 von Landschaftskanzler Jakob Rosenbusch errichtet                          | Erhalten, im 20. Jahrhundert saniert worden. Das Schloss ist nicht zu besichtigen |      |
| Schloss Rezensried                 | Herrsching am Ammersee-Ried                                                               | Schloss, Sommersitz der Äbte von Kloster Fürstenfeld       | 17./18. Jahrhundert, vermutlich Vorgängerbauten                                 | Erhalten                                                                          |      |
| Schloss Rößlberg (auch: Rößlsberg) | Tutzing-Rößlberg                                                                          | Schloss                                                    | 17. Jahrhundert, vermutlich älter                                               | Erhalten                                                                          |      |
| Burgstall Schlossberg (Gauting)    | Gauting-Unterbrunn-„Schlossberg“                                                          | Höhenburg (Spornburg)                                      | Mittelalterlich                                                                 | Abgegangen                                                                        |      |
| Burgstall Schlossberg (Wangen)     | Starnberg-Wangen-„Schlossberg“                                                            | Höhenburg (Gipfelburg)                                     | Mittelalterlich                                                                 | Abgegangen                                                                        |      |
| Schloss Seefeld                    | Seefeld                                                                                   | Burgschloss, vorher Höhenburg                              | 12. oder 13. Jahrhundert, während des 18. Jahrhunderts zum Schloss umgewandelt  | Erhalten, heute im Besitz von Hans Caspar Graf zu Törring-Jettenbach              |      |
| Schloss Starnberg                  | Starnberg                                                                                 | Schloss, zuvor Höhenburg                                   | 1244 wurde die Burg erstmals erwähnt, im 15./16. Jahrhundert Neubau zum Schloss | Erhalten, beherbergt heute das Finanzamt Starnberg, Schlossgarten zugänglich      |      |
| Schloss Tutzing                    | Tutzing                                                                                   | Schloss (Hofmarkschloss)                                   | Zwischen 1693 und 1696 erbaut, vermutlich Vorgängerbauten                       | Erhalten                                                                          |      |
| Burgstall Urihof                   | Andechs-Urihof, unmittelbar südöstlich des Oberen Weihers, 930 Meter südöstlich des Ortes | Niederungsburg                                             | Mittelalterlich                                                                 | Abgegangen                                                                        |      |
| → Schloss Walchstadt (Wörthsee)    | Wörthsee (Gemeinde)-Walchstadt                                                            | Hofmarkschloss                                             | Frühneuzeitlich                                                                 | Abgegangen                                                                        |      |
| Burgstall Widdersberg              | Herrsching am Ammersee-Widdersberg                                                        | Höhenburg                                                  | Hochmittelalterlich                                                             | Abgegangen                                                                        |      |
| Schloss Wörth (Wörthschlössl)      | Inning am Ammersee-Bachern am Wörthsee (Auf der Mausinsel im Wörthsee)                    | Schloss (Sommerschloss), zuvor Wasserburg                  | Burg Wörth wurde 1446 erwähnt, diente später als kleines Sommerschlösschen      | Erhalten                                                                          |      |

### Landkreis Traunstein
| Name                              | Ort                                                                                    | Typ                                                                      | Entstehungszeit                                                        | Erhaltungszustand und heutige Nutzung                                                                | Bild |
| --------------------------------- | -------------------------------------------------------------------------------------- | ------------------------------------------------------------------------ | ---------------------------------------------------------------------- | --- | ---- |
| Schloss Adelholzen                | Siegsdorf-Bad Adelholzen                                                               | Schloss                                                                  | 17. Jahrhundert                                                        | Abgegangen, 1840 abgebrannt                                                                          |      |
| Burg Baumburg                     | Altenmarkt an der Alz-Kloster Baumburg                                                 | Höhenburg (Spornburg), Stammburg der Chiemgaugrafen                      | Hochmittelalterlich                                                    | Abgegangen, heute die Stelle des Klosters Baumburg                                                   |      |
| Burgstall Blickenberg             | Altenmarkt an der Alz-Dorfen-„Blickenberg“                                             | Höhenburg (Spornburg)                                                    | Mittelalterlich                                                        | Abgegangen, größtenteils verebnet, die Gräben sind heute verfüllt                                    |      |
| Ansitz Burgstall                  | Wonneberg-Burgstall                                                                    | Ansitz                                                                   | 12. Jahrhundert                                                        | Abgegangen                                                                                           |      |
| Burgstall Chieming                | Chieming, im Bereich zwischen Markstatt und Hauptstraße                                | Niederungsburg                                                           | Hochmittelalterlich                                                    | Abgegangen                                                                                           |      |
| Turmhügel Diepling                | Tittmoning-Diepling-Flur „Burgfeld“                                                    | Niederungsburg (Turmhügelburg)                                           | Mittelalterlich                                                        | Abgegangen, größtenteils verebnet                                                                    |      |
| Abschnittsbefestigung Dorfen      | Altenmarkt an der Alz-Dorfen, zwischen der Wasserburgerstraße und der Tahlhamer Straße | Abschnittsbefestigung                                                    | Mittelalterlich                                                        | Abgegangen, Gelände heute überbaut                                                                   |      |
| Abschnittsbefestigung Eckering    | Grabenstätt-Eckering-„Burgstall“                                                       | Abschnittsbefestigung                                                    | Frühmittelalterlich                                                    | Abgegangen                                                                                           |      |
| Turmhügel Eschenau                | Pittenhart-Eschenau-Flur „Im Hag“                                                      | Höhenburg (Turmhügelburg)                                                | Mittelalterlich                                                        | Abgegangen, kegelförmiger Turmhügel mit Graben erhalten                                              |      |
| Turmhügel Fisching                | Taching am See-Fisching                                                                | Niederungsburg (Turmhügelburg)                                           | Mittelalterlich                                                        | Abgegangen, kegelstumpfförmiger Turmhügel mit Grabenresten erhalten                                  |      |
| Schloss Gessenberg                | Waging am See-Gessenberg                                                               | Schloss, Vorgängerbauten                                                 | Schloss 17. Jahrhundert, Ringgrabenanlage wohl aus dem 13. Jahrhundert | Erhalten                                                                                             |      |
| Turmhügel Gessenhausen            | Taching am See-Gessenhausen, 1100 Meter südwestlich der Kapelle                        | Höhenburg (Turmhügelburg)                                                | Mittelalterlich                                                        | Abgegangen                                                                                           |      |
| Schloss Grabenstätt               | Grabenstätt                                                                            | Schloss, zuvor Burg                                                      | 12. Jahrhundert, im 19. Jahrhundert zum Schloss ausgebaut              | Erhalten, heute Rathaus von Grabenstätt                                                              |      |
| Burgstall Halmberg                | Waging am See-Halmberg-„Schlossberg“                                                   | Höhenburg (Spornburg)                                                    | 1170 erwähnt                                                           | Abgegangen, 1450 zerstört                                                                            |      |
| Herrensitz Harpftesham            | Palling-Harpfetsham                                                                    | Ministerialensitz                                                        | Mittelalterlich                                                        | Abgegangen, im Mittelalter durch einen Pfarrhof überbaut                                             |      |
| Turmhügel Hechenberg              | Tittmoning-Hechenberg-Flur „Hochfeld“                                                  | Höhenburg (Turmhügelburg)                                                | Mittelalterlich                                                        | Abgegangen, rechteckiger Turmhügel mit Wall- und Grabenresten                                        |      |
| Abschnittsbefestigung Heiligkreuz | Trostberg-Heiligkreuz                                                                  | Abschnittsbefestigung                                                    | Mittelalterlich                                                        | Abgegangen                                                                                           |      |
| Schloss Heretsham                 | Kienberg-Heretsham                                                                     | Schloss                                                                  | vermutlich 16. Jahrhundert                                             | Abgegangen, heute durch schlossartiges Wohnhaus überbaut                                             |      |
| Turmhügel Hilleck                 | Chieming-Hilleck-Flur „Stadelet“                                                       | Höhenburg (Turmhügelburg)                                                | Adel wurde zwischen dem 12. und dem 14. Jahrhundert genannt            | Abgegangen, ovaler, kegelstumpfförmiger Turmhügel mit Wall erhalten                                  |      |
| Burgstall Hochberg                | Traunstein-Hochberg                                                                    | Höhenburg (Spornburg)                                                    | Mittelalterlich                                                        | Abgegangen, dreieckige Burgfläche durch Wall und Graben gesichert                                    |      |
| Burgstall Hohenstein              | Staudach-Egerndach-„Schnappenberg“, zwischen Kehrergraben und Alplbach                 | Höhenburg (Spornburg)                                                    | Mittelalterlich                                                        | Abgegangen                                                                                           |      |
| Burgstall Inzell I                | Inzell-Hausmann, im Bereich einer markanten Biegung des Falkenseebaches                | Niederungsburg                                                           | Hochmittelalterlich                                                    | Abgegangen                                                                                           |      |
| Burgstall Inzell II               | Inzell-Hausmann, 180 Meter südlich des Burgstalls Inzell I                             | Niederungsburg                                                           | Hochmittelalterlich                                                    | Abgegangen                                                                                           |      |
| Kernschloss                       | Traunstein, Schlossstraße 15                                                           | Schloss                                                                  | um 1770                                                                | Erhalten, heute Pfarrhaus                                                                            |      |
| Turmhügel Kettenberg              | Tittmoning-Kettenberg-„Rampelsberg“                                                    | Höhenburg (Turmhügelburg)                                                | Mittelalterlich                                                        | Abgegangen, kegelförmiger Turmhügel mit Grabenresten erhalten                                        |      |
| Schloss Lampoding                 | Kirchanschöring-Lampoding                                                              | Schloss, zuvor Burg                                                      | Burg mittelalterlich, Schloss um 1600 errichtet                        | Abgegangen, 1853 abgebrochen                                                                         |      |
| Burgstall Lenzisburg              | Traunstein-Höfen, etwa 500 Meter südwestlich vom Ort                                   | Höhenburg (Spornburg)                                                    | um 1200                                                                | Abgegangen                                                                                           |      |
| Burg Marquartstein                | Marquartstein                                                                          | Höhenburg (Spornburg)                                                    | um 1072 erbaut                                                         | Erhalten oder wesentliche Teile erhalten, heute in Privatbesitz, kann nicht besichtigt werden        |      |
| Schloss Marwang                   | Grabenstätt-Marwang                                                                    | Schloss, zuvor Turmhügelburg                                             | Burg mittelalterlich, Schloss aus dem 17. Jahrhundert                  | Abgegangen, 1780 abgebrochen                                                                         |      |
| Burgstall Mögling                 | Trostberg-Mögling, unmittelbar nördlich der Kirche                                     | Niederungsburg                                                           | Mittelalterlich                                                        | Abgegangen                                                                                           |      |
| Schloss Neuamerang                | Nußdorf-Sondermoning-„Kaiserberg“                                                      | Schloss                                                                  | um 1400                                                                | Abgegangen, im 18. Jahrhundert abgebrochen                                                           |      |
| Schloss Neuenchieming             | Chieming                                                                               | Schloss                                                                  | Neuzeitlich                                                            | Erhalten                                                                                             |      |
| → Schloss Niedernfels             | Marquartstein-Niedernfels                                                              | Schloss, zuvor Burg                                                      | 988, 1567 zum Schloss umgebaut                                         | Erhalten, beherbergt heute die Franz von Sales-Heimvolksschule                                       |      |
| Schloss Niedertrostberg           | Trostberg-Schedling, unmittelbar nördlich des Schlosses Schedling                      | Schloss                                                                  | vermutlich 15. Jahrhundert                                             | Abgegangen                                                                                           |      |
| Schloss Oberbrunn                 | Pittenhart-Oberbrunn                                                                   | Schloss                                                                  | Erste Hälfte 18. Jahrhundert, möglicherweise älter                     | Erhalten                                                                                             |      |
| Burgruine Obertettelham           | Waging am See-Tettelham-Hofbauer                                                       | Höhenburg (Hügelburg)                                                    | Hochmittelalterlich                                                    | Burgruine, wenig Mauerreste erhalten                                                                 |      |
| Schloss Obing                     | Obing, im Bereich zwischen der Reitenberg Straße und Am Schlossberg                    | Hofmarkschloss                                                           | 17. Jahrhundert                                                        | Abgegangen, 1860 abgebrochen                                                                         |      |
| Turmhügel Ollerding               | Tittmoning-Ollerding                                                                   | Höhenburg (Turmhügelburg)                                                | Mittelalterlich                                                        | Abgegangen, drei Meter hoher und viereckiger Turmhügel mit teilweisem Graben erhalten                |      |
| Abschnittsbefestigung Palling     | Palling-„Pallinger Berg“                                                               | Abschnittsbefestigung                                                    | Mittelalterlich                                                        | Abgegangen                                                                                           |      |
| Burgstall Poing (Veste Poygen)    | Seeon-Seebruck-Poing, auf einer Insel in der Alz                                       | Niederungsburg (Wasserburg)                                              | Vermutlich 14. Jahrhundert                                             | Burgruine, nur Teile der Vorburg erhalten                                                            |      |
| Schloss Pertenstein               | Traunreut-Pertenstein                                                                  | Schloss, zuvor Wasserburg                                                | 1290 erbaut                                                            | Erhalten, in Privatbesitz                                                                            |      |
| Burgstall Raiten (Burgei?)        | Schleching-Raiten                                                                      | Höhenburg (Spornburg), an Stelle der katholischen Filialkirche St. Maria | Hochmittelalterlich                                                    | Abgegangen                                                                                           |      |
| Burgstall Rettenburg              | Unterwössen-Kruchenhausen                                                              | Höhenburg (Spornburg), Vorbefestigung der Burg Marquartstein             | 1190 genannt                                                           | Abgegangen                                                                                           |      |
| Jagdschloss Ruhpolding            | Ruhpolding                                                                             | Jagdschloss von Herzog Wilhelm V.                                        | 1587                                                                   | Erhalten, beherbergt heute ein Heimatmuseum                                                          |      |
| Schloss Schedling                 | Trostberg-Schedling                                                                    | Schloss                                                                  | vermutlich 15. Jahrhundert                                             | Erhalten, dient heute als Schule                                                                     |      |
| Burgstall Schlichten              | Tittmoning-Schlichten, 255 Meter nordwestlich vom Ort                                  | Höhenburg (Spornburg)                                                    | Mittelalterlich                                                        | Abgegangen, Graben und Wall erhalten                                                                 |      |
| Schloss Seehaus                   | Petting-Seehaus                                                                        | Schloss                                                                  | 15. Jahrhundert                                                        | Erhalten                                                                                             |      |
| Burgstall Seeon                   | Seeon-Seebruck-Seeon                                                                   | Wasserburg der Aribonen                                                  | Frühmittelalterlich                                                    | Abgegangen, durch das Kloster überbaut                                                               |      |
| Schloss Stein an der Traun        | Traunreut                                                                              | Schloss und Höhlenburg                                                   | um 1130                                                                | Erhalten, im Unterschloss heute ein Internat                                                         |      |
| Turmhügel Steinrab                | Seeon-Seebruck-Steinrab-Flur „Großfeld“                                                | Niederungsburg (Turmhügelburg)                                           | Mittelalterlich                                                        | Abgegangen, Turmhügel mit umlaufendem Graben erhalten                                                |      |
| Burgstall Streichenburg           | Schleching-Streichen-„Schlossberg“                                                     | Burg, Vorbefestigung der Burg Marquartstein                              | 1160                                                                   | Abgegangen                                                                                           |      |
| Burg Surberg                      | Surberg                                                                                | Turmhügelburg der Grafen von Surberg                                     | 1041 genannt                                                           | Abgegangen, das Geschlecht starb 1266 aus                                                            |      |
| Burg Taching                      | Taching am See                                                                         | Burg                                                                     | 12. Jahrhundert                                                        | Abgegangen                                                                                           |      |
| Burgstall Tengling                | Taching am See-Burg                                                                    | Höhenburg (Spornburg)                                                    | 11. Jahrhundert                                                        | Abgegangen, dreiteilige Burganlage mit zwei Vorburgen, getrennt durch Wall-Graben-Anlagen            |      |
| Turmhügel Thauernhausen           | Chieming-Thauernhausen-Flur „Breiten“                                                  | Niederungsburg (Turmhügelburg)                                           | Mittelalterlich                                                        | Abgegangen, Turmhügel völlig verschliffen, nur im Luftbild erkennbar                                 |      |
| Burg Tittmoning                   | Tittmoning                                                                             | Höhenburg (Spornburg)                                                    | 1234 erstmals genannt                                                  | Größtenteils erhalten, heute im Besitz der Stadt Tittmoning                                          |      |
| Burgstall Tollberg                | Siegsdorf-Traundorf-„Tollberg“                                                         | Höhenburg (Spornburg)                                                    | Hoch- oder spätmittelalterlich                                         | Abgegangen, dreifache Abschnittsbefestigung erhalten                                                 |      |
| Burg Törring (Altentörring)       | Taching am See-Haus-„Rampelsberg“                                                      | Höhenburg (Turmhügelburg), frühere Stammburg der Herren von Törring      | Mittelalterlich, um 1050 wurde der Burgadel genannt                    | Abgegangen, kegelstumpfförmiger Turmhügel mit doppelten Graben und Wall sowie einer Vorburg erhalten |      |
| Burg Traunstein                   | Traunstein                                                                             | Höhenburg (Spornburg)                                                    | 1120 ist mit den Herren von Truna Burgadel genannt                     | Abgegangen                                                                                           |      |
| Burgstall Traunstein              | Traunstein, am östlichen Ufer der Traun                                                | Höhenburg (Spornburg), zuvor Abschnittsbefestigung                       | Abschnittsbefestigung frühmittelalterlich, Burg hochmittelalterlich    | Abgegangen                                                                                           |      |
| Burg Trostberg (Trozzeburg)       | Trostberg                                                                              | Höhenburg (Spornburg)                                                    | frühes 13. Jahrhundert                                                 | Burgruine, im 19. Jahrhundert abgebrochen                                                            |      |
| Ringwall Truchtlaching            | Seeon-Seebruck-Truchtlaching, im Norden der Alzbiegung                                 | Ringwall                                                                 | Frühmittelalterlich                                                    | Abgegangen, schwache Spuren von Wall und Graben erhalten                                             |      |
| Burgstall Tunzenstein             | Engelsberg-Offenham                                                                    | Höhenburg                                                                | Hochmittelalterlich                                                    | Abgegangen, segmentbogiges Grabenstück erhalten                                                      |      |
| Burgstall Westerbuchberg          | Übersee-Westerbuchberg-„Buchberg“                                                      | Höhenburg (Spornburg)                                                    | Adel ist im 12. und im 13. Jahrhundert genannt                         | Abgegangen                                                                                           |      |
| Turmhügel Winkl                   | Grabenstätt-Winkl bei Grabenstätt                                                      | Niederungsburg (Turmhügelburg, Wasserburg)                               | Mittelalterlich                                                        | Abgegangen, Turmhügel mit bis zu zwei Wassergräben erhalten                                          |      |
| Schloss Winkl (Wörthschlössl)     | Grabenstätt-Winkl bei Grabenstätt                                                      | Schloss                                                                  | Zweite Hälfte 17. Jahrhundert                                          | Erhalten                                                                                             |      |

### Landkreis Weilheim-Schongau
| Name                                         | Ort                                                                | Typ                                                 | Entstehungszeit                                              | Erhaltungszustand und heutige Nutzung                                          | Bild |
| -------------------------------------------- | ------------------------------------------------------------------ | --------------------------------------------------- | ------------------------------------------------------------ | ------------------------------------------------------------------------------ | ---- |
| Abschnittsbefestigung Auf dem Stocket        | Eglfing-Flur „Auf dem Stocket“                                     | Abschnittsbefestigung                               | Vor- und frühgeschichtlich                                   | Abgegangen                                                                     |      |
| Abschnittsbefestigung Berg                   | Oberhausen-Berg, 700 Meter westlich der Ortskirche                 | Abschnittsbefestigung                               | Frühmittelalterlich                                          | Abgegangen                                                                     |      |
| Abschnittsbefestigung Bergwiesen             | Peiting-„Kalvarienberg“                                            | Abschnittsbefestigung                               | Hochmittelalterlich                                          | Abgegangen                                                                     |      |
| Burgstall Bernbeuren                         | Bernbeuren-Flur „Auf der Burg“                                     | Höhenburg (Spornburg)                               | Mittelalterlich                                              | Abgegangen                                                                     |      |
| → Schloss Bernried                           | Bernried am Starnberger See                                        | Schloss                                             | 1852 wurde das Kloster zu einem Schloss umgewandelt          | 1949 wieder zu einem Kloster geworden                                          |      |
| Burgstall Burklaberg (Alt-Schongau)          | Altenstadt, nördlich der Ortskirche                                | Höhenburg (Spornburg)                               | Mittelalterlich                                              | Abgegangen, Burgberg zum Teil abgetragen, Burgstelle modern überbaut           |      |
| Burgstall Burggen                            | Burggen-Forchenmühle, über der Mündung des Steinbaches in den Lech | Höhenburg (Spornburg)                               | Spätmittelalterlich                                          | Abgegangen                                                                     |      |
| Ringwall Burggen                             | Burggen-Flur „Auf der Burg“                                        | Ringwall                                            | Frühmittelalterlich                                          | Abgegangen                                                                     |      |
| Burgstall bei Burgstall (Wessobrunn)         | Wessobrunn-Forst-Burgstall                                         | Höhenburg (Spornburg)                               | Mittelalterlich                                              | Abgegangen                                                                     |      |
| Burgstall Deutenhausen                       | Weilheim in Oberbayern-Deutenhausen                                | Höhenburg (Spornburg)                               | Mittelalterlich                                              | Abgegangen                                                                     |      |
| Burgstall Eglfing                            | Eglfing-Flur „Gstoag“, 1700 Meter westlich der Ortskirche          | Höhenburg (Hügelburg), Sitz der Herren von Egolfing | Mittelalterlich, möglicherweise 11. Jahrhundert              | Abgegangen                                                                     |      |
| Burgstall Fußstain                           | Habach-Hinterfeld-„Stöcklesberg“                                   | Höhenburg (Spornburg)                               | Frühmittelalterlich                                          | Abgegangen, Ringgraben erhalten                                                |      |
| Abschnittsbefestigung Gögerl                 | Weilheim in Oberbayern-Gögerl                                      | Abschnittsbefestigung                               | Frühmittelalterlich                                          | Abgegangen                                                                     |      |
| Gögerlburg                                   | Weilheim in Oberbayern-Gögerl                                      | Abschnittsbefestigung                               | Früh- und hochmittelalterlich                                | Abgegangen                                                                     |      |
| Burgstall Greut                              | Wessobrunn-Haid                                                    | Höhenburg                                           | Während des 14. Jahrhunderts ist Burgadel bezeugt            | Abgegangen                                                                     |      |
| Schloss Hirschberg am Haarsee                | Weilheim in Oberbayern                                             | Schloss                                             | ab 1907 erbaut                                               | Erhalten                                                                       |      |
| Schloss Hohenberg                            | Seeshaupt-Hohenberg-„Buckelsberg“                                  | Landsitz                                            | 1890 errichtet                                               | Erhalten                                                                       |      |
| Schloss Höhenried                            | Bernried am Starnberger See-Höhenried                              | Schloss                                             | 1937 bis 1939                                                | Erhalten                                                                       |      |
| Burgstall Iffeldorf                          | Iffeldorf                                                          | Höhenburg (Spornburg)                               | Hochmittelalterlich                                          | Abgegangen                                                                     |      |
| Burgstall Menburg                            | Raisting-„Schlossberg“                                             | Höhenburg (Spornburg)                               | 1190 genannt                                                 | Abgegangen                                                                     |      |
| Turmhügel Mitterfischen                      | Pähl-Mitterfischen                                                 | Niederungsburg (Turmhügelburg)                      | Mittelalterlich                                              | Abgegangen                                                                     |      |
| Hochschloss Pähl                             | Pähl                                                               | Schloss, vorher Höhenburg                           | 12. Jahrhundert, 1883 bis 1885 zum heutigen Schloss umgebaut | Erhalten, in Privatbesitz und nicht öffentlich zugänglich                      |      |
| Mittleres Schloss Pähl                       | Pähl                                                               | Schloss                                             |                                                              | Abgegangen                                                                     |      |
| Unteres Schloss Pähl                         | Pähl                                                               | Schloss                                             | Mitte des 16. Jahrhunderts                                   | Erhalten, in Privatbesitz, teilweise zu Mieten                                 |      |
| Burgstall Paterzell                          | Wessobrunn-Moosmühle                                               | Niederungsburg                                      | Hoch- oder spätmittelalterlich                               | Abgegangen                                                                     |      |
| Abschnittsbefestigung Paterzell              | Wessobrunn-Paterzell                                               | Abschnittsbefestigung                               | Früh- oder hochmittelalterlich                               | Abgegangen                                                                     |      |
| Burgstall Peißenberg                         | Peißenberg                                                         | Höhenburg (Spornburg)                               | 12. Jahrhundert                                              | Abgegangen                                                                     |      |
| Burg Peiting                                 | Peiting-„Schneckenbichl“                                           | Höhenburg (Gipfelburg)                              | Hochmittelalterlich                                          | Abgegangen                                                                     |      |
| Burgstall Rameck                             | Huglfing-Rameck                                                    | Höhenburg (Spornburg)                               | Hochmittelalterlich                                          | Abgegangen                                                                     |      |
| Burgstall Rossau                             | Altenstadt                                                         | Höhenburg (Spornburg)                               | Mittelalterlich                                              | Abgegangen                                                                     |      |
| Burgstall Rothsee                            | Weilheim in Oberbayern-Rothsee                                     | Niederungsburg                                      | Hoch- oder spätmittelalterlich                               | Abgegangen                                                                     |      |
| Burgstall Schlag                             | Peißenberg-Schlag                                                  | Höhenburg (Spornburg)                               | Hoch- oder spätmittelalterlich                               | Abgegangen, später Stelle der abgegangenen Kapelle St. Jais der frühen Neuzeit |      |
| Abschnittsbefestigung Schlossberg (Schongau) | Schongau-„Schlossberg“                                             | Höhenburg (Gipfelburg)                              | Frühmittelalterlich                                          | Abgegangen                                                                     |      |
| Burgstall Schlossberg (Schongau)             | Schongau-„Schlossberg“, gegenüber Burgstall Schneckenbichl         | Abschnittsbefestigung und Höhenburg (Gipfelburg)    | Mittelalterlich                                              | Abgegangen                                                                     |      |
| Burgstall Schlossbichl                       | Penzberg-Flur „Schlossbichl“                                       | Höhenburg (Spornburg)                               | Hochmittelalterlich                                          | Abgegangen                                                                     |      |
| Burgstall Schneckenbichl                     | Schongau-Flur „Schneckenbichl“                                     | Höhenburg (Gipfelburg)                              | Hochmittelalterlich                                          | Abgegangen                                                                     |      |
| Schloss Schongau                             | Schongau                                                           | Schloss                                             | Mittelalterlich                                              | Erhalten, beherbergt heute das Landratsamt                                     |      |
| Burgstall Schwabbruck                        | Schwabbruck-Flur „Brucksteller“                                    | Niederungsburg (Wasserburg)                         | Um 1100                                                      | Abgegangen                                                                     |      |
| Schloss Seeseiten                            | Seeshaupt-Seeseiten                                                | Schloss (Landhaus)                                  | Zwischen 1866 und 1867 erbaut                                | Erhalten                                                                       |      |
| Burgstall Sindelsdorf                        | Sindelsdorf                                                        | Niederungsburg                                      | Mittelalterlich                                              | Abgegangen                                                                     |      |
| Turmhügel Sindelsdorf                        | Sindelsdorf-„Weilberg“                                             | Höhenburg (Turmhügelburg)                           | Mittelalterlich                                              | Abgegangen                                                                     |      |
| Burgstall Sölb                               | Raisting-Sölb                                                      | Niederungsburg                                      | Hochmittelalterlich                                          | Abgegangen, heute vom ehemaligen Bauernhaus Bichlfranz überbaut                |      |
| Burgstall Tannenberg                         | Burggen-Tannenberg-„Schlossplatz“                                  | Höhenburg (Spornburg)                               | Hochmittelalterlich                                          | Abgegangen                                                                     |      |
| Burgstall Wildsteig                          | Wildsteig-„Langenfilz“                                             | Niederungsburg (Wasserburg)                         | Hoch- oder spätmittelalterlich                               | Abgegangen                                                                     |      |
| Schloss Weilheim in Oberbayern               | Weilheim in Oberbayern                                             | Schloss, zuvor Stadtburg                            | Burg hochmittelalterlich, Schloss von 1690                   | Abgegangen, an der Stelle befindet sich heute das Finanzamt                    |      |
| Burgstall Willenberg                         | Oberhausen-Achberg-„Schlossberg“                                   | Höhenburg (Spornburg)                               | Hochmittelalterlich                                          | Abgegangen, Halsgraben erhalten                                                |      |
| Turmhügel Wilzhofen                          | Wielenbach-Wilzhofen                                               | Höhenburg (Turmhügelburg)                           | Mittelalterlich                                              | Abgegangen                                                                     |      |
| Burgstall Zöpfhalden                         | Steingaden-Zöpfhalden                                              | Höhenburg (Spornburg)                               | Hochmittelalterlich                                          | Abgegangen                                                                     |      |